# Emergency Room – Die Notaufnahme
Emergency Room – Die Notaufnahme, kurz ER, ist eine US-amerikanische Fernsehserie, die von 1994 bis 2009 ausgestrahlt wurde. Sie spielt vorwiegend in der Notaufnahme eines fiktiven Chicagoer Lehrkrankenhauses und versucht dabei auf realistische, dramatische und auch humorvolle Weise, den Arbeitsalltag des medizinischen Personals und Patientenschicksale darzustellen. Sie besteht aus 15 Staffeln mit insgesamt 331 Episoden. Die Idee zur Serie basiert auf einem Drehbuch des Bestseller-Autors Michael Crichton, das bereits in den frühen 1970er Jahren entstand.
ER wurde bekannt durch die ungewöhnlich temporeiche Schilderung notfallmedizinischer Prozeduren, verbunden mit innovativer Kameraarbeit und medizinisch-technischer Sprache. Markant sind auch episodenübergreifende Handlungsstränge, politisch-gesellschaftskritische Themen und um Authentizität bemühte Ausstattung. Realer Hintergrund der Serie war die Überlastung der Notaufnahmen in den Vereinigten Staaten, ein Problem des dortigen Gesundheitssystems.
ER gilt als eine der wichtigsten und erfolgreichsten Fernsehserien aller Zeiten, vor allem wegen der für das Genre damals neuartigen, auch als revolutionär bezeichneten Erzählweise, den in den frühen Staffeln höchsten Einschaltquoten des US-Fernsehens sowie den vielen Auszeichnungen, darunter ein Golden Globe und 23 Emmys. Sie zählt außerdem zu den teuersten und längsten Serien der Fernsehgeschichte und erlangte Vorbildfunktion sowohl für andere Fernsehserien als auch für die medizinische Ausbildung.
Das österreichische Fernsehen verwendet als Titel E.R. – Emergency Room; der deutsche Sender ProSieben zeigte die Serie in den 1990er Jahren zunächst unter dem Titel Emergency Room – Helden im O.P.

## Handlung

### Überblick und Schauplätze

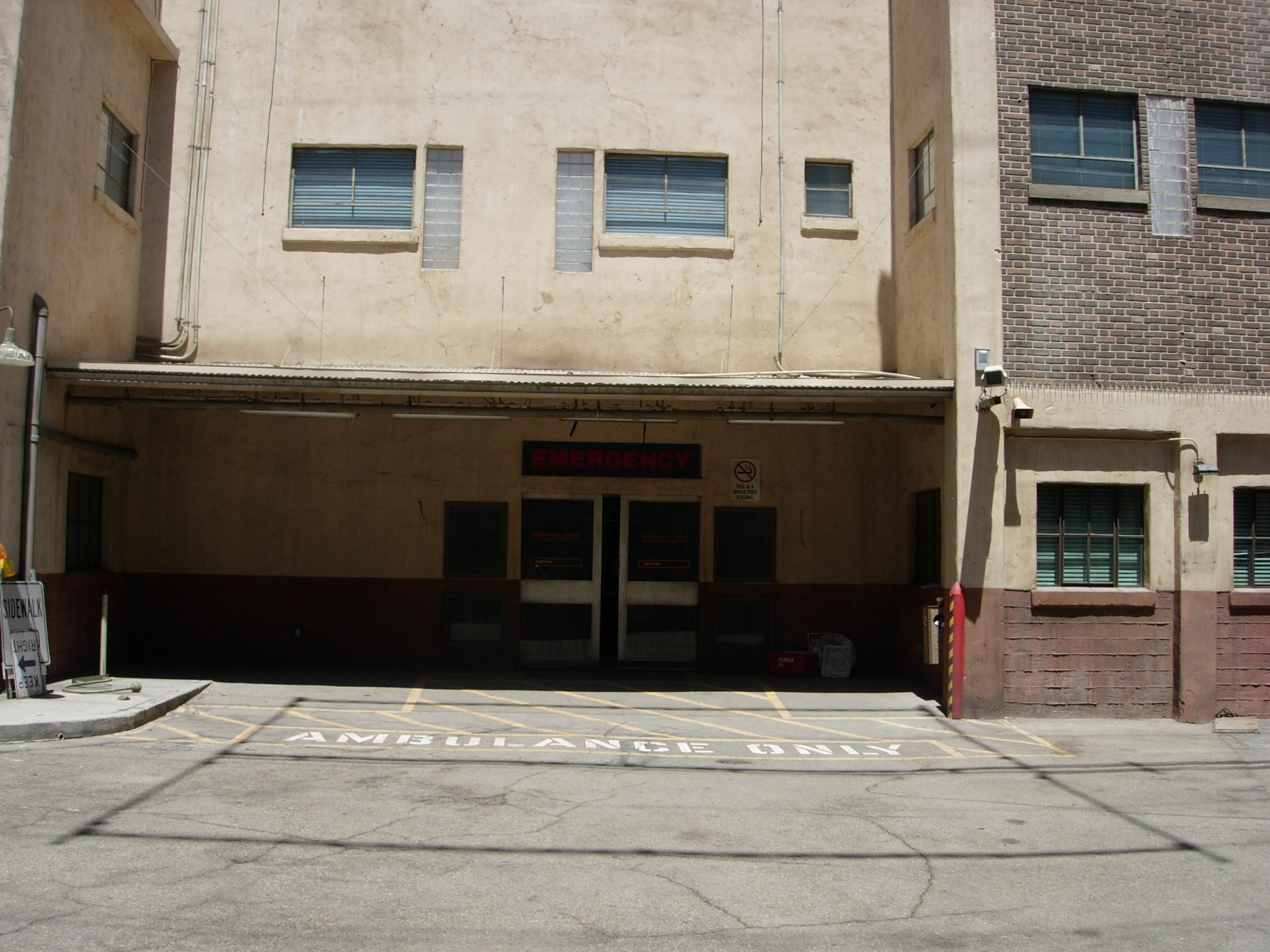
Set eines der Eingänge zur Notaufnahme des County General

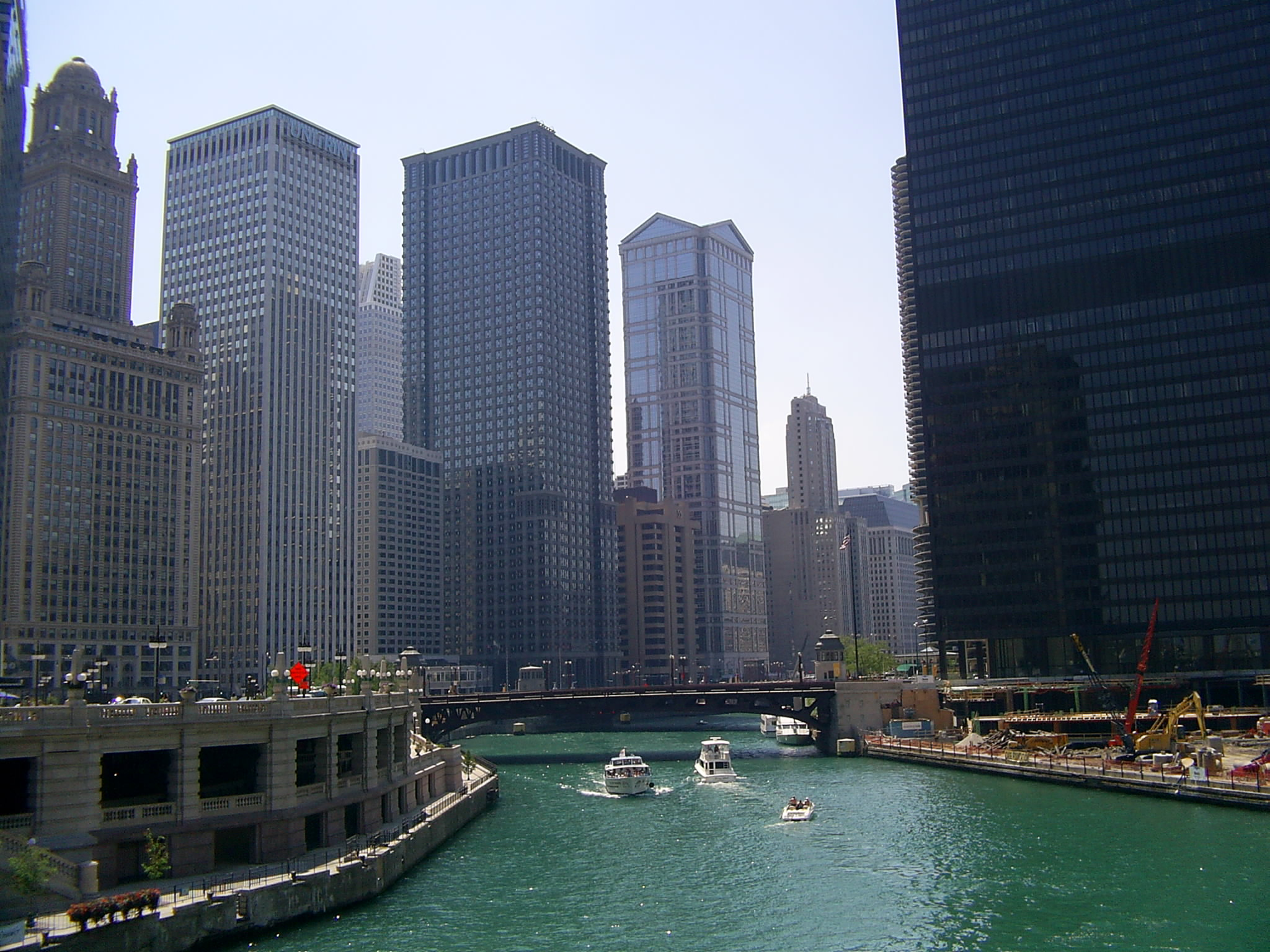
Chicago

Hauptschauplatz ist die Notaufnahme in dem fiktiven Bezirkskrankenhaus County General Hospital, das sich im Stadtzentrum von Chicago befindet. Ein wichtiger Nebenschauplatz ist die Chirurgie in einem der oberen Stockwerke. Wie in den Vereinigten Staaten üblich, ist die Notaufnahme interdisziplinär, das heißt, darin sind Mediziner verschiedener Fachrichtungen tätig, darunter neben Notfallmedizinern auch Chirurgen, Pädiater, Radiologen und Psychiater. Weil es sich beim County General um ein Lehrkrankenhaus handelt, beschäftigt es in vielen Abteilungen auch Medizinstudenten.
Jede Staffel spielt in der Regel – ähnlich zur Dauer der US-Erstausstrahlung – im Zeitraum eines Jahres bzw. medizinischen Ausbildungsjahres, das von Juli bis Juni dauert. Die meisten Episoden erzählen die Ereignisse je eines Tages zwischen Morgen und Abend. Entsprechend spielt der überwiegende Teil der Episoden während der Tagesschicht; wenige Episoden erzählen von der Nachtschicht. Die Serie folgt dem Arbeitsalltag sowohl von einem Teil des in der Notaufnahme tätigen medizinischen Personals, hauptsächlich von Ärzten, als auch von Chirurgen, die die zuerst in die Notaufnahme eingelieferten Patienten anschließend operieren.

### Behandlungsalltag und Patienten
Die Spannweite der in der Notaufnahme behandelten bzw. der Serie gezeigten Krankheiten und Verletzungen ist breit: Sie reicht von lebensbedrohlichen, dringend zu behandelnden Fällen wie Herzinfarkten, Überdosen und Schusswunden über dringend behandlungsbedürftige, aber nicht lebensbedrohliche Probleme wie Knochenbrüche und Schnitte bis hin zu unkritischen Fällen wie Erkältungen und Lebensmittelvergiftungen. Teils geht es auch um Schwangerschaften, darunter unerkannte und ungewollte, sowie Geburten, darunter Früh-, Fehl- und Totgeburten. Des Weiteren gibt es Patienten, die schizophren, suizidal oder posttraumatisch belastungsgestört sind und daher psychiatrisch behandelt werden müssen.
Bei der Untersuchung und Behandlung der Patienten sind in den entsprechenden Räumen oft auch Angehörige der Patienten anwesend, die mitleiden und -fiebern, selbst bei Wiederbelebungsmaßnahmen. Zuschauer und Behandlungspersonal erfahren dann oft vom Hergang und Zustandekommen der Verletzungen. Dazu gehören Schießereien, Vergewaltigungen, Verkehrs-, Sport- und Industrieunfälle, Bandenkriege, innerfamiliäre und polizeiliche Gewalt. Nur vereinzelt werden solche Ereignisse auch gezeigt. Nicht selten geraten die Angestellten der Notaufnahme in solchen Fällen in die Rolle von Verbrechensaufklärern.
Überaus charakteristisch für Emergency Room ist die medizinische Fachsprache, in der das Personal kommuniziert, ohne dass der Zuschauer die Bedeutung aller Fachbegriffe erfährt. Beispielhaft für solche medizinischen Fachbegriffe sind Succi, Etomidate, Atropin, Supra bzw. Epinephrin, Pneumonie, Splenektomie, Herzbeuteltamponade, Thoraxdrainage und Zentralkatheter. Der folgende Ausschnitt aus einer von hohem Zeitdruck geprägten Behandlung eines Trauma-Patienten ist ebenfalls exemplarisch dafür:

„Blutbild, klinische Chemie, zwei großvolumige Zugänge, acht Konserven kreuzen!“
„Er atmet kaum. Ich werd’ intubieren. Sechs-fünfer Tubus!“
„Puls 120.“
„Blutdruck 70 zu 50.“
„Absaugen!“ – „Mach’ ich.“
„Null-negativ über Druckinfusor!“ – „Ich hol’s.“

Der Anteil der hochkritischen, d. h. lebensbedrohlich krank oder verletzt eingelieferten Patienten an allen Patienten, deren Behandlung gezeigt wird, ist in den ersten beiden Staffeln höher als in den Folgestaffeln. Vor allem so schwer verletzte bzw. erkrankte Patienten werden vom Rettungspersonal auf einer Trage, ausgehend vom Rettungswagen oder dem Rettungshubschrauber, bis in den Behandlungsraum eingeliefert, wobei die Rettungsfachkräfte dem Notaufnahmepersonal lauthals die Anamnese erklären. Nicht selten kommt es vor allem bei solchen Patienten zu Notoperationen an der offenen Brust, die dazu mit Skalpell, Rippenspreizer und – ab der fünften Staffel – Sternumsäge geöffnet wird. Die meisten anderen Patienten kommen über den Warteraum zur Behandlung, sofern sie vorher nicht wegen zu langer Wartezeit wieder gehen. Manchmal werden auch Krankenhausmitarbeiter selbst zu Patienten. In der Serie werden sowohl Patientengeschichten erzählt, die sich nur über eine Szene oder eine Episode erstrecken, als auch solche, die über mehrere Episoden hinweg dauern.
Konflikte ergeben sich unter den Mitarbeitern sehr oft über die angemessene Behandlungsmethode. Dabei spielen auch finanzielle Faktoren eine Rolle; etwa gibt es Streit darüber, ob sich ein bestimmter Eingriff trotz der hohen Kosten und der geringen, verbleibenden Lebenserwartung wirklich lohnt. Angehörige stehen oft vor Entscheidungen über Leben und Tod von Patienten, vor allem wenn der Patient keine Patientenverfügung hat. Die patientenbezogenen Geschichten sind in manchen Episoden mit privaten Angelegenheiten der Ärzte und Schwestern verknüpft, die sich davon in ihren persönlichen Entscheidungen beeinflussen lassen. Zum Beispiel entschließt sich Dr. Pratt in der zwölften Staffel entgegen seinem zunächst gefassten Entschluss, seinen bislang unbekannten Vater aufzusuchen, erst nachdem er mit der Angehörigen eines Patienten und ihrer mangelnden emotionalen Betroffenheit konfrontiert worden ist.
Zu den wiederkehrenden Handlungsbestandteilen gehören Situationen, in denen vor allem studentische Praktikanten und junge Assistenzärzte in ihrem Selbstvertrauen erschüttert werden, nachdem ihnen bei der Diagnose oder der Behandlung von Patienten Fehler unterlaufen sind. Wiederholt aufgegriffen werden außerdem Situationen, in denen ärztliche Berufsanfänger den Patienten oder deren Angehörigen ein Krankheitsbild oder eine Behandlungsmethode allgemein verständlich genug erklären müssen, es aber mangels Erfahrung anfangs nicht schaffen. Das gilt äquivalent für das Überbringen von Todesnachrichten an Angehörige von Patienten.
In beinahe jeder Staffel gibt es mindestens eine Episode, in der, ausgelöst durch ein schlimmes Unglück, besonders viele oder schwer verletzte Patienten behandelt werden. Zu diesen Ereignissen gehören äußere Katastrophen wie ein Gebäudeeinsturz, ein verheerender Brand, ein Zugunglück und ein Flugzeugabsturz, aber auch Unglücke im Krankenhaus wie eine Benzolkontamination und eine Schießerei. Am Übergang von der achten zur neunten Staffel wird das Krankenhaus wegen des Verdachts auf hochgefährliche Pocken sogar evakuiert, aber nach mehreren Wochen und der Erkenntnis, dass es sich um die weniger gefährlichen Affenpocken handelt, wieder geöffnet.
Charakteristisch für die Serie ist, dass es in manchen Episoden einen schockierenden Moment gibt, bei dem einer Hauptfigur unerwartet äußerst schmerzhafte körperliche Gewalt widerfährt. Zum Beispiel wird Dr. Greene plötzlich verprügelt, Dr. Carter von einem schizophrenen Patienten niedergestochen und Dr. Romano durch den Heckrotor eines Rettungshubschraubers ein Arm abgetrennt. Ähnliches gilt für Patienten, auf die von Angehörigen oder anderen Feinden plötzlich geschossen, eingestochen oder -geschlagen wird.
Manchmal geht es in der Serie auch um die Behandlung von Patienten mit seltener Physiologie, darunter solchen mit Situs inversus oder testikulärer Feminisierung. Es gibt zudem Patienten mit Syndromen wie Trisomie 21, Trisomie 18 und dem Fazio-Londe-Syndrom.

### Arbeitsbedingungen
Oftmals wird im Serienverlauf deutlich, dass die Notaufnahme überlastet ist. Mehrfach machen Mitarbeiter deutlich, dass die Notaufnahme unterbesetzt sei. Patienten im Wartebereich beschweren sich über zu lange Wartezeiten oder werden, nachdem sie aufgenommen worden sind, vom Personal auf den Fluren vergessen. Manchmal lassen die zuständigen Mitarbeiter wegen Zeitmangels die für die Pathologie bestimmten Leichname in der Notaufnahme liegen. Von mehreren Ärzten, darunter Dr. Ross und Dr. Benton, erfährt der Zuschauer, dass sie sich zu schlecht bezahlt fühlen und dass sie wegen des Medizinstudiums hochverschuldet sind. Ärzte stöhnen über kräftezehrende Nacht-, Doppel- und 36-Stunden-Schichten und schlafen mitunter am Arbeitsort. Zu Beginn der dritten Staffel wird im Rahmen von Einsparmaßnahmen ein anderes Krankenhaus in Chicago geschlossen, der Patientenandrang auf die Notaufnahme des County General erhöht sich dadurch. Später in der Staffel treten etliche Krankenschwestern und -pfleger in einen inoffiziellen Streik, um damit eine budgetbedingte Verschlechterung ihrer Arbeitszeiten abzuwenden.
Der Andrang von Patienten auf die Notaufnahme erreicht kurz nach Beginn der neunten Staffel und, nachdem mindestens ein weiteres Krankenhaus in der Stadt geschlossen wurde, einen Höhepunkt: In der Handlung ist von einer Patientensteigerung von über 40 Prozent die Rede und sogar Rettungskräfte müssen auf die Behandlung der von ihnen eingelieferten Patienten warten. Bis zum Beginn der neunten Staffel ist der Zutritt zur Notaufnahme weitgehend unkontrolliert möglich. Auch dadurch gelangen manchmal Personen mit lebensgefährlichen Waffen in das Krankenhaus und bedrohen damit Menschen. Zum Beispiel erzwingt ein Patient, unzufrieden wegen zu langer Wartezeit, in der Episode Schlagabtausch (Staffel 9) vom Personal mit vorgehaltenem Revolver seine Behandlung. Ausgelöst durch diesen Vorfall, treten viele der in der Notaufnahme Beschäftigten in einen Streik, mit dem sie die Installation eines Sicherheitssystems erreichen, das auch Metalldetektoren beinhaltet. Diese Maßnahmen waren ihnen zuvor, auch wegen des um 15 Prozent gekürzten Budgets, verweigert worden und erfordern als Ausgleich die Entlassung von drei Krankenschwestern. Durch die Wiedereröffnung eines anderen Krankenhauses reduziert sich der Patientenandrang ab der Folgeepisode etwas. Kurz nach Beginn der zehnten Staffel reduziert der Notaufnahme-Chefarzt die Schichtlängen – und damit das Gehalt – etlicher Krankenpflegekräfte, um kostengünstigeres und jüngeres Personal einzustellen. Als einige der angestammten Krankenpfleger und -schwestern daher in einen Streik treten, werden sechs von ihnen entlassen.
In der elften Staffel fordert die Notaufnahmeleitung die Ärzte wiederholt zur Steigerung der Patientenzufriedenheit auf, die für die Kooperation der Krankenkassen mit dem Krankenhaus nötig ist. Besonders in der 13. Staffel üben etliche Figuren scharfe Kritik am öffentlichen System der Gesundheitsversorgung, das hauptsächlich einkommensschwache Patienten benachteilige. Als die Ärzte Kovač und Pratt in jener Staffel juristisch bestraft zu werden drohen, wird ihnen von den Geschworenen bzw. der Ärztekammer zugutegehalten, dass sie Teil eines mangelhaften Gesundheitssystems seien.

### Berufe und Laufbahnen
Die berufliche Entwicklung der in der Serie ärztlich tätigen Figuren folgt dem ärztlichen Aus- und Weiterbildungsschema, das in den Vereinigten Staaten üblich ist. Dementsprechend beginnen Medizinstudenten ihre praktische Ausbildung im dritten Jahr ihres Studiums. Dabei sind die Studenten nicht nur in der Notaufnahme, sondern auch in anderen Abteilungen als Praktikanten im Einsatz. Am Ende des vierten Jahres folgt üblicherweise die Promotion. Danach beginnt die mehrjährige Zeit in einem Weiterbildungsabschnitt, für den im Englischen bzw. der englischen Originalfassung die Berufsbezeichnung resident verwendet wird und in der deutschen Synchronfassung Assistenzarzt. Bezogen auf das erste Jahr der Assistenzarztzeit wird im Englischen die Bezeichnung intern verwendet, in der deutschen Fassung in frühen Staffeln meist Arzt im Praktikum (kurz: AiPler), in höheren Staffeln Assistenzarzt. Die Assistenzarztzeit wird üblicherweise in ein und derselben Abteilung des Krankenhauses absolviert – in der Serie ist das meist die Notaufnahme, teilweise die Chirurgie – und dient der Spezialisierung als Facharzt. Manche Ärzte werden in ihrem letzten resident-Jahr chief resident. Dieser Beruf heißt in der deutschen Fassung anfangs Leitender Assistenzarzt, in höheren Staffeln Funktionsoberarzt. Im Anschluss an die Assistenzarztzeit folgt optional und nur bei einem Teil der betreffenden Ärzte eine weitere Spezialisierungsphase, die im Englischen fellowship heißt. Die entsprechende englische Berufsbezeichnung Fellow wird jedoch in der deutschen Fassung nicht verwendet, sondern anders benannt, im Falle von Dr. Corday (Staffel 4) etwa mit Hospitantin. Nach dem Ende der Zeit als Assistenzarzt bzw. Fellow ist die ärztliche Weiterbildung abgeschlossen, die Mediziner arbeiten dann üblicherweise als attending (englisch) bzw. Oberarzt (deutsch).
In der deutschen Synchronfassung werden Berufsbezeichnungen im Vergleich zur englischen Originalfassung teilweise abweichend oder falsch wiedergegeben. Zum Beispiel stellt sich Dr. Lewis in der achten Staffel als „Vollassistentin“ vor – eine alte deutsche Bezeichnung für einen wissenschaftlichen Assistenten –, im Englischen sagt sie jedoch „attending“, also Oberärztin. In der zehnten Staffel wird Dr. Kovač im Deutschen als „Assistenzarzt“ bezeichnet, obwohl im Englischen ebenfalls „attending“ gesagt wird. In der neunten Staffel wird Dr. Weaver im Englischen zum „Chief of Staff“ ernannt, was etwa ärztlicher Direktor und so viel wie die Chefin der Chefärzte des Krankenhauses bedeutet. Im Deutschen wird sie dagegen zur „Chefärztin“ ernannt. Die Funktion des ärztlichen Direktors wird vor allem in den höheren Staffeln auf Deutsch mit Personalchef wiedergegeben.

### Figuren

#### Hauptfiguren
Das Hauptfigurenensemble bestand in der ersten Staffel aus sechs Personen: dem leitenden Assistenzarzt Dr. Mark Greene, dem pädiatrischen Assistenzarzt Dr. Doug Ross, der Assistenzärztin Dr. Susan Lewis, dem Praktikanten John Carter, der Oberschwester Carol Hathaway und dem chirurgischen Assistenzarzt Dr. Peter Benton, dem einzigen Schwarzen unter diesen Sechs. Im Laufe der Serie änderte sich das Ensemble in nahezu jeder Staffel; bis zur sechsten Staffel wuchs es auf 13 Personen an, bis zur letzten Staffel verringerte es sich wieder auf sechs. In der Regel besteht es aus einem Team von Notaufnahmeärzten und einer Krankenschwester. Bis zur elften Staffel gehört mindestens ein Chirurg dazu und von der zweiten bis zur sechsten eine Physician Assistant. In manchen Staffeln sind auch bis zu zwei Medizinstudenten Teil des Ensembles. Insgesamt gibt es 13 männliche und 13 weibliche Hauptfiguren. Zu den wichtigsten, nach der ersten Staffel hinzugekommenen Hauptfiguren gehören die Ärztin und spätere ärztliche Direktorin Dr. Kerry Weaver (ab Staffel 2) und die Chirurgin Dr. Elizabeth Corday (ab Staffel 4). Ab der neunten Staffel war John Carter, der noch bis zur elften Staffel Hauptfigur blieb, die einzige, aus dem Pilotfilm ununterbrochen verbliebene Hauptfigur; Dr. Lewis kehrte, nachdem sie schon in der dritten Staffel ausgeschieden war, in der achten Staffel als Oberärztin zurück und blieb vier Jahre. In der sechsten Staffel, in der es die meisten dauerhaften Wechsel in der Zusammensetzung der Hauptfiguren gab, kamen der Arzt Dr. Luka Kovač und die Krankenschwester und spätere Ärztin Abby Lockhart hinzu, die sich in den Folgejahren zu zwei der wichtigsten, handlungstragenden Figuren entwickelten. Zu den wichtigsten Hauptfiguren der letzten fünf Staffeln gehören neben der Krankenschwester Samantha Taggart die anfangs als Assistenzarzt und später als Oberarzt tätigen Dr. Greg Pratt und Dr. Archie Morris sowie die Assistenzärzte Dr. Neela Rasgotra, Dr. Ray Barnett und Dr. Tony Gates.
Mit der medizinischen Tätigkeit der Hauptfiguren im Krankenhaus sind ihre persönlichen, privaten Geschichten verwoben. Diese sind bei vielen Protagonisten ebenfalls von gesundheitlich-medizinischen Problemen geprägt. Zum Beispiel pflegt Dr. Greene seinen Vater zu Hause oder veranlasst Dr. Carter seinen drogenabhängigen Cousin zu einem Entzug.
Die Tabellen nennen die Hauptfiguren mit ihren wichtigsten beruflichen Funktionen. Sofern bei den Arzträngen keine Fachrichtung (z. B. Pädiatrie, Chirurgie) genannt wird, handelt es sich um Notfallmedizin.
| Figurenname     | Berufe und Funktionen |
| --------------- | --- |
| Mark Greene     | - Leitender Assistenzarzt (Staffel 1) - Oberarzt (Staffel 2 bis 8, 15) - Stellvertretender Chefarzt der Notaufnahme (spätestens ab Staffel 7) |
| Doug Ross       | - Pädiatrischer Assistenzarzt, notfallpädiatrischer Fellow (Staffel 1 bis 4) - Notfallpädiatrischer Oberarzt (Staffel 5) - Oberarzt im University of Washington Medical Center (Staffel 15) |
| John Carter     | - Studentischer Praktikant (Staffel 1 bis 2) - AiPler in der Chirurgie (Staffel 3) - AiPler in der Notfallmedizin (Staffel 4) - Assistenzarzt (Staffel 5 bis 8) - Funktionsoberarzt (ab Staffel 8) - Mitarbeiter der Ärzte ohne Grenzen (Staffel 9, 10, 12) - Oberarzt (spätestens ab Staffel 10; bis Staffel 11, Staffel 15) |
| Peter Benton    | - Chirurgischer Assistenzarzt (Staffel 1 bis 5) - Unfallchirurgischer Fellow (Staffel 6) - Chirurgischer Oberarzt (Staffel 7) - Freier Mitarbeiter in der Unfallchirurgie (Staffel 7 bis 8) - Gleichstellungsbeauftragter (ab Staffel 7) - Chirurg am Northwestern University Hospital (Staffel 15)                           |
| Robert Romano   | - Chirurgischer Oberarzt (Staffel 4 bis 9) - Kommissarischer Chefarzt der Notaufnahme (Staffel 5) - Chefarzt der Chirurgie (Staffel 6 bis 9) - Ärztlicher Leiter (Staffel 6 bis 9) - Oberarzt in der Notaufnahme (Staffel 9 bis 10) - Chefarzt der Notaufnahme (Staffel 9 bis 10)                                             |
| Luka Kovač      | - Springer (Staffel 6) - Oberarzt (Staffel 6 bis 13) - Mitarbeiter der Ärzte ohne Grenzen (Staffel 9 bis 10) - Chefarzt der Notaufnahme (Staffel 12 bis 13) - Arzt in einem Hospiz (Staffel 14) |
| Dave Malucci    | - Assistenzarzt (Staffel 6 bis 8) |
| Michael Gallant | - Studentischer Praktikant (Staffel 8 bis 9) - AiPler (Staffel 10) - Reservist bei der US Army - Arzt bei der US Army im Irakkrieg (ab Staffel 11) |
| Greg Pratt      | - AiPler (Staffel 8) - Assistenzarzt (bis Staffel 12) - Oberarzt (Staffel 13 bis 15) |
| Archie Morris   | - Assistenzarzt (Staffel 10 bis 11) - Funktionsoberarzt (Staffel 11 bis 12) - Oberarzt (Staffel 13 bis 15) |
| Ray Barnett     | - AiPler (Staffel 11) - Assistenzarzt (bis Staffel 13) - Physiotherapeut in Louisiana (Staffel 15) |
| Tony Gates      | - Rettungshelfer, Medizinstudent (Staffel 12) - AiPler (Staffel 13) - Assistenzarzt (bis Staffel 15) |
| Simon Brenner   | - Oberarzt (Staffel 14 bis 15) |

| Figurenname      | Berufe und Funktionen |
| ---------------- | --- |
| Susan Lewis      | - Assistenzärztin (Staffel 1 bis 3) - Oberärztin (Staffel 8 bis 12) - Chefärztin der Notaufnahme (Staffel 11 bis 12) |
| Carol Hathaway   | - Oberschwester (Staffel 1 bis 6) - Medizinstudentin (Staffel 3) - Angestellte im University of Washington Medical Center (Staffel 15) |
| Kerry Weaver     | - Leitende Assistenzärztin (Staffel 2) - Oberärztin (Staffel 3 bis 13) - Kommissarische Chefärztin der Notaufnahme (Staffel 4 bis 5) - Chefärztin der Notaufnahme (Staffel 6 bis 9) - Ärztliche Leiterin (Staffel 9 bis 13) - Medizinische Beraterin von Cook County (ab Staffel 9)                   |
| Jeanie Boulet    | - Physiotherapeutin (Staffel 1 bis 2) - Physician Assistant (Staffel 2 bis 6) |
| Anna Del Amico   | - Pädiatrische Assistenzärztin (Staffel 3 bis 4) |
| Elizabeth Corday | - Chirurgie-Fellow bzw. -Hospitantin (Staffel 4) - Chirurgische AiPlerin (Staffel 5) - Thoraxchirurgische Oberärztin (Staffel 6 bis 11) - Stellvertretende Chefärztin der Chirurgie (Staffel 6 bis 10) - Chefärztin der Chirurgie (Staffel 10 bis 11) - Chirurgin an der Duke University (Staffel 15) |
| Lucy Knight      | - Studentische Praktikantin (Staffel 5 bis 6) |
| Cleo Finch       | - Pädiatrische Assistenzärztin (Staffel 6 bis 8) |
| Abby Lockhart    | - Hebamme (Staffel 6) - Studentische Praktikantin (Staffel 6, 7, 10) - Krankenschwester (Staffel 7 bis 10) - Oberschwester (Staffel 9 bis 10) - AiPlerin (Staffel 11) - Assistenzärztin (bis Staffel 15) - Oberärztin (Staffel 15)                                                                    |
| Jing-Mei Chen    | - Studentische Praktikantin (Staffel 1) - Assistenzärztin (Staffel 6 bis 7) - Funktionsoberärztin (Staffel 8) - Oberärztin (Staffel 8 bis 11) |
| Neela Rasgotra   | - Studentische Praktikantin (Staffel 10) - AiPlerin (Staffel 11) - Assistenzärztin in der Notfallmedizin (bis Staffel 12) - Assistenzärztin in der Chirurgie (Staffel 13 bis 15) - Assistenzärztin in der Orthopädie (Staffel 14) - Chirurgische Oberärztin in Louisiana (Staffel 15)                 |
| Samantha Taggart | - Krankenschwester (Staffel 10 bis 15) - Anästhesieschwester in Ausbildung (Staffel 15) |
| Kate Banfield    | - Oberärztin (Staffel 15) - Chefärztin der Notaufnahme (Staffel 15) |

#### Nebenfiguren (Auswahl)
Es gibt zahlreiche wiederkehrende Nebenfiguren. Zu den wichtigsten Ärzten gehören der Chirurg Dr. David Morgenstern, Chefarzt der Chirurgie und der Notaufnahme (bis Staffel 4); der Chirurg Dr. Donald Anspaugh, Mitglied der Krankenhausleitung (ab Staffel 3); Dr. Maggie Doyle, AiPlerin (Staffel 3) und Assistenzärztin (bis Staffel 5); der chirurgische Ober- und Chefarzt Dr. Lucien Dubenko (ab Staffel 11) sowie der Notaufnahme-Oberarzt Dr. Victor Clemente (Staffel 12).
Zu den wiederkehrenden Nebenfiguren gehört außerdem eine Gruppe an Krankenpflegern und -schwestern, die in der Notaufnahme arbeiten. Sie sind oft beim Verabreichen von Medikamenten zu sehen, beim Krankentransport, beim Aufschreiben der von den Ärzten verordneten Untersuchungen und beim Smalltalk. Manchmal helfen sie auch unerfahrenen, jungen Ärzten bzw. Studenten, die richtige Behandlungsart auszuwählen oder weisen die Ärzte auf mögliche Fehler in ihren Verordnungen hin. Zu den Pflegern und Schwestern, die in allen 15 Staffeln auftreten, gehören Malik McGrath, Haleh Adams, Lily Jarvik und Chuny Marquez; Letztere wird manchmal auch für spanische Übersetzungen eingesetzt. Die Stellen der langjährigen Krankenpflegekräfte Connie Oligario, Lydia Wright und Yosh Takata fallen in der zehnten Staffel Einsparmaßnahmen zum Opfer. In der zwölften Staffel ist die promovierte Eve Peyton für wenige Monate als Oberschwester tätig; sie tritt Ärzten gegenüber oft sehr dominant auf und wird schließlich wegen Beleidigung eines Patienten entlassen.
Des Weiteren gehören etliche Rettungssanitäter und -helfer zu den wiederkehrenden Nebenfiguren. Dazu gehören Doris Pickman und Dwight Zadro, die in allen Staffeln auftreten, sowie Pamela Olbes (Staffeln 2 bis 15), Brian Dumar (Staffeln 3 bis 15), Christine Harms und Morales (jeweils Staffeln 5 bis 15).

### Einsätze in ausländischen Krisengebieten
In den Staffeln 9 bis 12 erzählt die Serie auch von medizinischen Einsätzen wichtiger Figuren in Afrika und im Nahen Osten, wobei sie auch in kriegerische Auseinandersetzungen und in Lebensgefahr kommen. Die betreffenden Episoden spielen vor dem Hintergrund des Zweiten Kongokriegs (Staffeln 9 und 10), des Irakkriegs (Staffeln 11 und 12) und des Darfur-Konflikts (Staffel 12).
Im Rahmen von Ärzte ohne Grenzen arbeiten Dr. Kovač und Dr. Carter in einem Krankenhaus in Kisangani, einer Stadt in der Demokratischen Republik Kongo. Dort sind sie mit den Unzulänglichkeiten der örtlichen Gesundheitsversorgung konfrontiert: Es mangelt überall an Ressourcen, darunter Behandlungspersonal, Arzneimittel, Desinfektionsmöglichkeiten und Elektrizität. Etliche Patienten leiden an Krankheiten wie Polio, Keuchhusten und Malaria, manche sind durch Explosionen und Macheten verstümmelt. Carter und Kovač geraten in der Provinz Nord-Kivu zwischen die Fronten von Kämpfen zwischen kongolesischen Regierungstruppen und der Miliz Mai-Mai. Wochen später reist Carter abermals in den Kongo, um den offiziell als tot gemeldeten Kovač zu suchen. Carter findet Kovač zwar malariakrank, aber lebendig, weil die Mai-Mai ihn für einen Priester hielten und deshalb vor dem Tode verschonten.
Der Notaufnahme-Assistenzarzt und Armeereservist Dr. Gallant wird zum Sanitätsdienst in den Irak eingezogen, wo er vor allem Schuss- und Explosionsopfer behandelt. Er kehrt schon kurze Zeit nach Ableistung seines Pflichtdienstes freiwillig zurück in den Irak und stirbt schließlich bei einer Minenexplosion. Dr. Pratt ist unterdessen in die sudanesische Krisenregion Darfur gereist, wo er Dr. Carter in einem Flüchtlingslager bei der Patientenbehandlung hilft. Bei ihrer Tätigkeit sind beide mit der Gewalt konfrontiert, die von den mordenden und vergewaltigenden Dschandschawid ausgeht.

### Kuriose und humorvolle Situationen
Immer wieder gibt es humorvolle Situationen und kuriose medizinische Fälle und Patienten. Ein kleinwüchsiger, übergewichtiger Patient etwa möchte sich unbedingt mit 50 Wattsekunden defibrillieren lassen. Bei einem greisen Herzinfarkt-Patienten soll eine Elektroejakulation vorgenommen werden. Ein anderes Mal ist ein Mann mit Selbstentzündung Patient. Ein unzufriedener Patient stiehlt einen Kampfpanzer und bedroht damit das Krankenhaus. Ein Star-Trek-Fan wird mit blutigen Ohren eingeliefert, weil er sie sich anspitzen wollte, um wie Spock auszusehen. Ein psychiatrischer Patient spricht nur Klingonisch. Sehr oft an kuriosen und humorvollen Situationen beteiligt sind die Notaufnahme-Koordinatoren, insbesondere Jerry Markowicz, dem oft Missgeschicke passieren. Zum Beispiel schießt er unbeabsichtigt mit dem Granatwerfer eines Patienten, sodass ein Rettungswagen zerstört wird. Ein anderes Mal bewirbt er ohne schlechtes Gewissen unter seinen Kollegen ein Geschäftsmodell, das sich als Schneeballsystem erweist. In der zwölften Staffel übersteht er einen Blitzschlag nahezu unbeschadet.
An etlichen Situationen sind Tiere beteiligt. Eines Tages ist eine für die Forschung genmanipulierte Maus in der Notaufnahme auf der Flucht, an einem anderen Tag eine gefährliche Schlange. Carol versucht, eine in der Winterkälte gefrorene Tonne mit Regenwürmern, die einer Patientin gehören, wieder aufzutauen. Notaufnahme-Ärzte behandeln heimlich einen Schimpansen. Romano operiert zur Übung ein Schwein, das aber ungenügend narkotisiert ist.

## Inszenierung
In jeder Episode werden mehrere Handlungsstränge betrachtet, von denen manche gleich abgeschlossen werden, andere sich in Form von Handlungsbögen aber über etliche Episoden und Staffeln erstrecken. Meist sind die Szenen so miteinander gemischt, dass sie in einer Abfolge von kleinen Stücken gezeigt werden, um die Aufmerksamkeit beim Publikum zu halten und eine hektische Atmosphäre zu schaffen.

### Dramaturgie
Bis in die frühen 1980er Jahre hinein waren dramatische Serien gewöhnlich so aufgebaut, dass jede Episode im Wesentlichen einen einzigen Handlungsstrang zeigte. Ein grundlegender Stilwandel vollzog sich mit der 1981 gestarteten Krimiserie Polizeirevier Hill Street, in der erstmals eine an Charles Dickens erinnernde Vielfältigkeit der Handlungsstränge eingeführt wurde. Von da an wurden nicht mehr nur eine, sondern drei oder vier verschiedene Geschichten gleichzeitig erzählt, die miteinander verknüpft wurden und in ihrer Gesamtheit die Handlung der jeweiligen Episode bildeten. ER enthält pro Episode zwischen neun und 18 nebeneinander herlaufende Handlungsstränge, mit denen der Serie ein Tempo gegeben werden sollte, das das Interesse des Publikums wachhält und keine Langeweile aufkommen lässt. Denn es entspricht der Wirklichkeit einer Notaufnahme, dass alle die Arbeit im Krankenhaus betreffenden Geschichten rasch über den Bildschirm gehen und in wenigen Szenen zu Ende geführt werden. Der Zuschauer muss jeweils nur ein oder zwei Minuten lang warten, bis er sich wieder in der nächsten Geschichte befindet.
Andererseits war es genauso realitätsnah, die Handlungsstränge auszudehnen, in denen es um die Entwicklung der einzelnen Hauptcharaktere ging. Beispielsweise wird das Scheitern der Ehe eines der Hauptdarsteller nicht in nur einer Folge gezeigt, sondern nimmt einen Zeitraum von zwei bis drei Jahren ein. Den privaten Schicksalen der Figuren wird praktisch in Echtzeit gefolgt und deren Charaktere enthüllen sich nicht auf einen Schlag, sondern nach und nach. Die Charaktere sind nicht von Anfang an vollständig ausformuliert und die Zuschauer lernen sie erst im Laufe der Zeit kennen.

### Entwicklung der Erzählweise
Markant für die Inszenierung sind vor allem Szenen mit rasant choreografierten Notfallbehandlungen. Diese Szenen beginnen häufig damit, dass ein Patient von Rettungssanitätern in die Notaufnahme gebracht wird, eine Spannung suggerierende und von Trommelschlägen begleitete Musik ertönt. Dabei erklären die Sanitäter oder Krankenschwestern bzw. Krankenpfleger den hinzukommenden Ärzten die Anamnese und die seit der Verletzung durchgeführten Behandlungen. Mitunter fährt dabei bereits ein Sanitäter auf der Rolltrage mit und massiert das Herz des Patienten. Im Behandlungsraum angekommen, wird die notfallmedizinische Behandlung fortgesetzt. Im Zuge der dann oft folgenden Intubation werden lautstark Medikamente wie Succi und Etomidate verordnet. Die folgenden Behandlungsschritte drehen sich meist darum, blutende Wunden zu schließen und die Herztätigkeit wiederherzustellen bzw. zu normalisieren. Wiederbelebungsversuche mit dem Defibrillator und notfallchirurgische Eingriffe wie z. B. eine Thorakotomie unter Verwendung von Skalpell und Rippenspreizer sind keine Seltenheit. Markant für diese Szenen ist einerseits eine permanent in Bewegung befindliche Kamera, die oft um die Mediziner und die Patiententrage kreist. Andererseits werden die Szenen wirksam durch Spannung erzeugende Musik begleitet und unterstützt. Sowohl aus der dynamischen Kameraarbeit als auch aus der meistens passgenau auf Bilder, Kameraführung und Gespräche abgestimmten Musik heraus ergibt sich die für die Serie so typische Choreografie.
Im Laufe der Serie erhielten die zwischenmenschlichen Beziehungen der Hauptfiguren, vor allem privater Natur, spürbar mehr Zeit. In der vierten Staffel gab es mit den Episoden Väter und Söhne und Bittere Wahrheit zwei Episoden, die vollständig außerhalb der Notaufnahme spielten und sich ausschließlich privaten Angelegenheiten der Hauptfiguren Greene und Ross widmeten.
Die musikalische Unterstützung der Handlung, vor allem der Szenen bei Patientenbehandlungen, ist ab der dritten Staffel quantitativ reduziert. Von Trommelschlägen unterstützte, temporeiche Musik gab es seltener. Dennoch blieb die Hintergrundmusik ein wesentliches erzählerisches Element.
Wurden in den ersten fünf Staffeln die episodenübergreifenden Handlungsstränge stets weitgehend zu Ende geführt, gingen die folgenden Staffeln immer mit einem Cliffhanger zu Ende – einer Episode, in der Hauptfiguren mit einer besonders für sie lebensbedrohlichen oder Notfallsituation konfrontiert sind und deren Auflösung erst in der folgenden Episode, d. h. folgenden Staffel, gezeigt wird. Beispielsweise werden im Finale der achten Staffel die Notaufnahme und Teile ihres Personals wegen an Pocken erkrankter Patienten unter Quarantäne gestellt – eine Ausnahmesituation, deren Fortgang erst zu Beginn der neunten Staffel geschildert wird. Bei den Cliffhangern der Staffeln 11 bis 14 geriet meist eine Hauptfigur oder ein direkter Angehöriger in Lebensgefahr, beispielsweise im Finale der 12. Staffel, in dem die Notaufnahme den Ausbruchsort zweier Gefängnishäftlinge bildet und das Schicksal gleich mehrerer Hauptfiguren zunächst offenbleibt. Auffallend in dem Zusammenhang ist auch, dass in den Finalepisoden der Staffeln 10, 11 und 12 bzw. Premierenepisoden der Staffeln 11, 12 und 13 die Beziehung der Hauptfigur Samantha Taggart zu ihrem Sohn und dessen Vater jeweils einen wesentlichen Teil der Cliffhanger-Geschichte darstellte.
Zunehmend zu beobachten waren auch Episoden mit alternativen Erzählformen. Dies äußerte sich erstmals bei Episode 70, Vorsicht, Kamera (Staffel 4), in der ein Kamerateam eine Dokumentation über die Notaufnahme dreht und dabei deren Angestellte interviewt. Durch die direkt in die Kamera blickenden und sprechenden Charaktere erhielt der Zuschauer einen noch authentischeren Eindruck. Die Episode wurde bei ihrer Erstausstrahlung in den USA 1997 live und in Echtzeit gesendet. Mit ihr entstand erstmals in der Fernsehgeschichte eine Live-Episode in einer zusammenhängenden Dramaserie. Aufgrund der unterschiedlichen Zeitzonen wurde sie zunächst für die Ostküste und drei Stunden später erneut für die Westküste gespielt und gesendet.
Weitere Beispiele für Episoden mit für Emergency Room untypischer Erzählweise: Episode 158, Vier Wahrheiten (Staffel 8), zeigte die am selben Tag stattfindenden Ereignisse aus den Blickwinkeln von vier Hauptcharakteren; zueinander identische Szenen waren dadurch aus unterschiedlichen Kameraperspektiven zu sehen. Episode 176, Brüder und Schwestern (Staffel 8), hatte ein offenes Ende und stellte den ersten Teil einer Geschichte dar, die in der Episode 64, Vermisst (Staffel 3), der Serie Third Watch – Einsatz am Limit fortgesetzt wird; beide Episoden bildeten damit ein Crossover. Episode 189, Im Nachhinein (Staffel 9), erzählte ihre Geschichte chronologisch rückwärts: Die Szenen sind in umgekehrter Reihenfolge angeordnet, das Ende der Geschichte wird zu Episodenbeginn gezeigt und der Zuschauer befindet sich stets in einer Handlung, deren Vorgeschichte ihm noch nicht bekannt ist. Episode 200, Tag und Nacht (Staffel 9), erzählte im ständigen Wechsel, auch parallel mittels zweigeteiltem Bild, von Dr. Carters Tagesschicht und Dr. Pratts darauffolgender Nachtschicht. Episode 211, Makemba (Staffel 10), handelte vor allem von Dr. Carters Aufenthalt in der DR Kongo und umfasste die zurückliegenden sieben Monate. Einige Szenen aus den vorherigen Episoden der 10. Staffel werden erneut gezeigt, wodurch seine Kontakte nach Chicago chronologisch eingeordnet werden.
Die Erzählweise und die Choreografie der Episoden änderten sich 2004, mit Beginn der 11. Staffel, gravierend. Am auffälligsten war nun die beinahe völlig fehlende musikalische Untermalung. Szenen mit Notfallbehandlungen, bei denen die Kamera in hohem Tempo und begleitet von intensiver und schneller Musik um das Hauptgeschehen kreist, gab es kaum noch. Musik gab es fortan allenfalls in emotional stärker berührenden Szenen oder am Episodenende, dann jedoch geräusch- und tempoärmer. Anstelle von Musik waren nun neben den Gesprächen der Mediziner und Patienten vor allem die Geräusche der medizinischen Behandlungsgeräte zu hören, vor allem von Speichelsaugern und Beatmungsgeräten, aber auch das Piepen von EKG-Monitoren und die in der Notaufnahme allgegenwärtigen Hintergrundgeräusche wie etwa Lauf- und Telefongeräusche. Die Gespräche der Hauptfiguren untereinander abseits der Patientenbehandlungen waren öfter auf Small Talk denn auf behandlungstechnisch relevante Sachverhalte fokussiert.
Zusätzlich zur Verlangsamung der Szenenschnittfolge war die Handlung fortan noch stärker als zuvor auf die psychischen Leiden der Patienten konzentriert; ihre physischen Probleme rückten zunehmend in den Hintergrund. Gleichsam wurde die Vorgeschichte der Patienten stärker als in früheren Staffeln thematisiert, die Aufklärung der Hauptfiguren und des Zuschauers über die Ursachen für ihre Verletzungen bekam ein stärkeres Gewicht.
Zugleich gab es vermehrt Episoden, die sich – ganz im Gegensatz zu den früheren Staffeln – nicht mit vielen verschiedenen Handlungssträngen parallel beschäftigten, sondern sich überwiegend auf die Beziehung zweier Charaktere konzentrieren. Dies gilt besonders für die 11. Staffel: Episode 233 zeigte die Entführung einer der Hauptfiguren durch eine Jugendgang und spielte, ausnahmsweise gedreht in HD-Videobildern, zu einem großen Teil in einem Pkw. Weitere Beispiele für Episoden mit großem Fokus auf einen ganz bestimmten Handlungsstrang bzw. Hauptcharakter sind Ep. 237, Ich bin wie ich bin (Staffel 11), 238, Allein unter vielen (Staffel 11), 240, Hier und dort (Staffel 11) und 258, Leib und Seele (Staffel 12). In der 11. Staffel gab es zudem erneut eine in Echtzeit spielende – diesmal jedoch nicht live produzierte – Episode (Ep. 229, Todesstunde); sie konzentriert sich beinahe ausschließlich auf einen krebskranken Patienten.
Die finale, 15. Staffel (2008–2009) war vor allem dadurch geprägt, dass bereits ausgeschiedene Hauptdarsteller der frühen Besetzung erneut auftraten. Da diese Figuren zur Zeit der 15. Staffel jedoch weit weg (Dr. Weaver, Dr. Corday) bzw. gar nicht mehr (Dr. Greene, Dr. Romano) lebten, wurden ihre Szenen mit besonderen erzählerischen Elementen in die Handlung integriert. Dazu zählen die Episoden 316, Arzt, heile Dich selbst, die Erinnerungen an 2002 in Form von Rückblenden erzählt, und 321, Im Schlaf, in der ein Traum erzählt wird.

## Entstehungsgeschichte
Für die Arbeiten an Emergency Room wurden insgesamt 33.300 Stunden aufgewendet, verteilt auf 2664 Drehtage.

### Idee

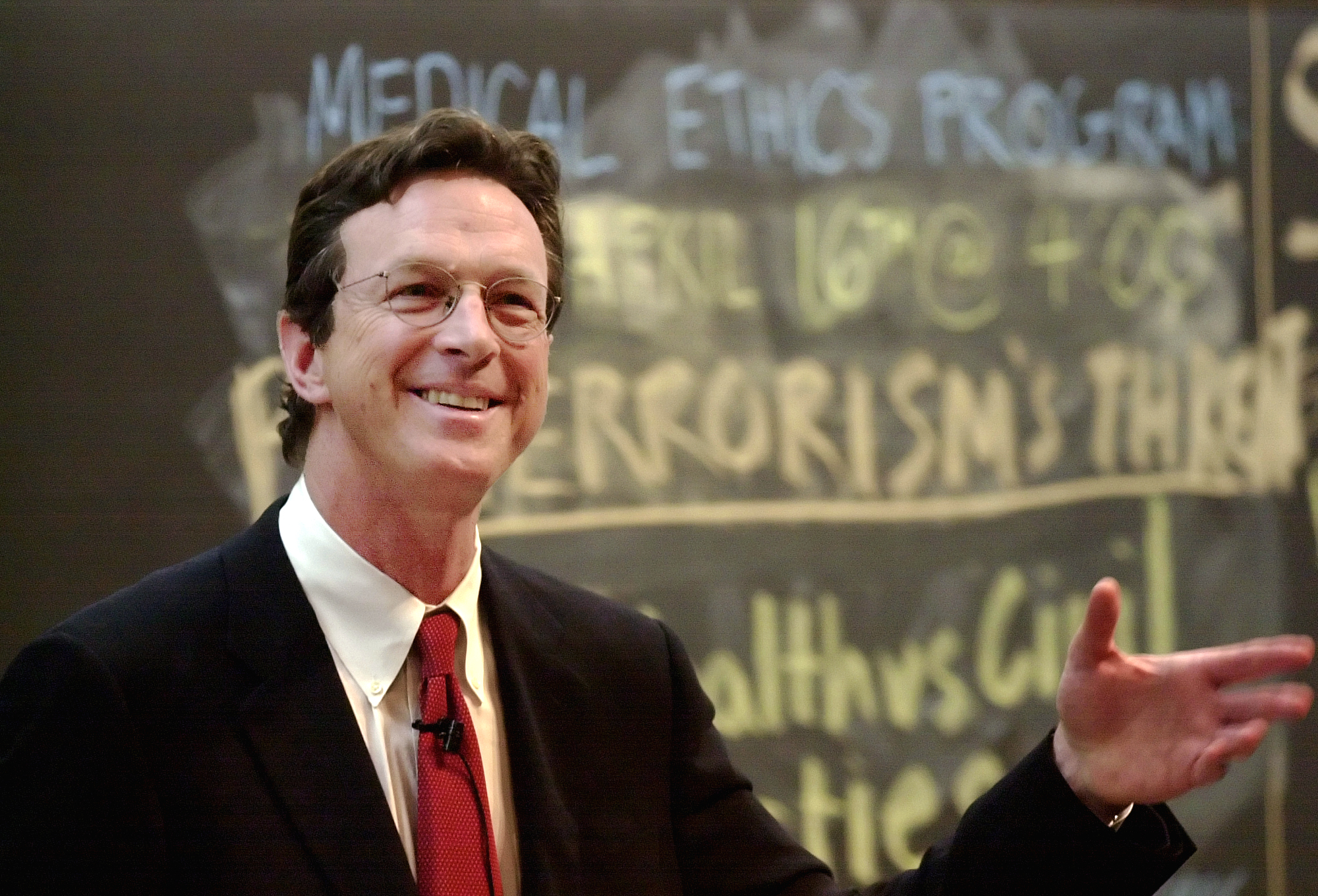
Michael Crichton (2002)

Michael Crichton, als Bestseller-Autor, Regisseur und Produzent bekannt geworden, war bis 1969 Medizinstudent im Massachusetts General Hospital in Boston und schrieb dort bereits in seinem vierten Studienjahr die dokumentarische Arbeit Fünf Patienten (Five Patients), die auf den Beobachtungen und Erfahrungen in der Notaufnahme des MGH basierte und 1970 veröffentlicht wurde. 1974 schrieb er das Drehbuch für einen Film über eine Unfallstation, das er im selben Jahr fertigstellte. Dieses bot er in den folgenden Jahren mehreren Produktionsstudios und Fernsehsendern an, die es alle mit der Begründung ablehnten, es bedürfe einer Menge Verbesserungen. Die Idee zu dem Drehbuch war den einzelnen Meinungen nach zwar interessant, aber zu technisch, zu schnell, zu anspruchsvoll und zu fremd. Die Forderungen nach Änderungen, beispielsweise der Vereinfachung der medizinischen Terminologie oder der Entwirrung der vielen Handlungsstränge, widerstrebten Crichton jedoch stets. Er wollte sich nicht auf Kompromisse einlassen und war der Ansicht, dass sein Drehbuch etwas Einzigartiges sei und man es deshalb keinem bereits bestehenden Schema anpassen könne.

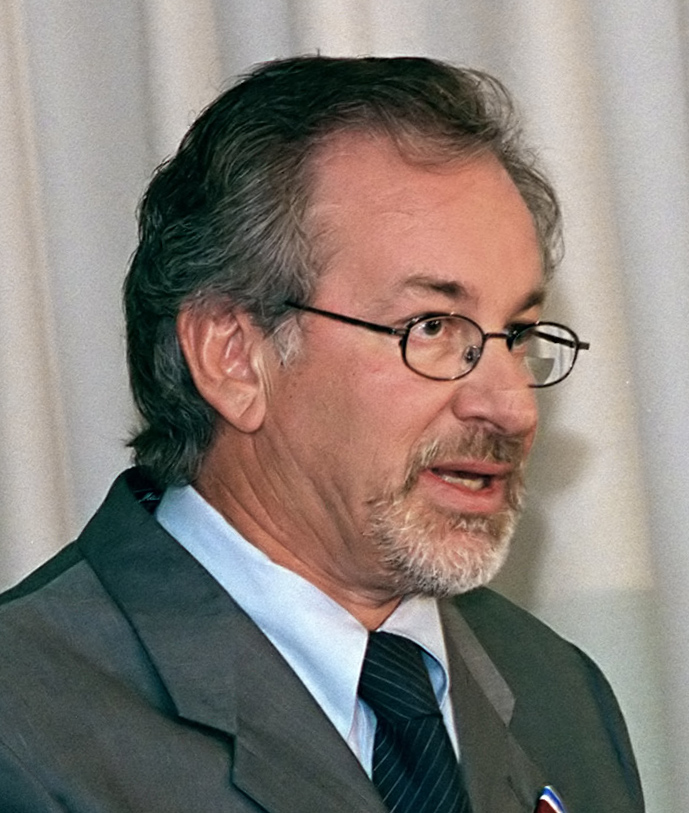
Steven Spielberg (1999)

1989 bekundete der Regisseur Steven Spielberg starkes Interesse an dem Drehbuch und kaufte es mit der Absicht, daraus einen Spielfilm zu machen. Doch die Realisierung verzögerte sich, da sich die beiden zunächst der Verfilmung des Kinofilms Jurassic Park widmeten, zu dem Crichton das Drehbuch lieferte. Erst im Oktober 1993 ergab sich wieder die Gelegenheit, über die Verwirklichung von ER nachzudenken. Inzwischen gingen die Überlegungen jedoch mehr in Richtung einer Fernsehserie. Crichton stimmte unter der Voraussetzung zu, dass die Eigenheiten seines Drehbuchs erhalten bleiben, die bisher jeden Fernsehsender das Projekt hatten ablehnen lassen. Da Crichton und John Wells als Ausführende Produzenten auftraten, Steven Spielberg das Projekt unterstützte und Jurassic Park sich zu einem großen Erfolg entwickelt hatte, wurde ER schließlich mit Einverständnis des Senders NBC verwirklicht. Der Pilotfilm wurde im Frühjahr 1994 einem Testpublikum in verschiedenen Landesteilen vorgeführt, das mit den höchsten Testwerten aller dramatischen Pilotfilme der vergangenen Jahre reagierte.
Zu Beginn von Episode 316, Arzt, heile Dich selbst (Staffel 15), würdigt Eriq La Salle im Namen von Besetzung und Stab den am 4. November 2008 verstorbenen Michael Crichton in einem Nachruf als „wahren Gentleman, freundlich und geistreich“, als „brillanten Schreiber, intelligent und unfehlbar“ und als „guten Freund“, den „wir vermissen werden“.

### Drehbücher
Der Schauplatz der Serie, das fiktive County General Hospital, bezieht sich auf das Cook County Hospital, das sich tatsächlich in Chicago befindet.
Alle medizinischen Ereignisse der ER-Episoden beruhen auf tatsächlichen Fällen, die von medizinischen Beratern zusammengetragen wurden. Diese bekamen regelmäßig von Schwestern und Ärzten aus Unfallstationen des ganzen Landes deren Erfahrungen mitgeteilt. Außerdem verbrachten die Drehbuchautoren selbst zahlreiche Stunden in den lokalen Unfallstationen und erhielten Einblick in die beruflichen und privaten Erfahrungen, insbesondere der dortigen Krankenschwestern. Medizinische Fallgeschichten wurden auch von Drehbuchautoren und Produzenten beigesteuert, die selbst über eine medizinische Ausbildung verfügen. Die Drehbücher wurden meist in Autorenteams über einen Zeitraum von mehreren Wochen geplant und entwickelt. Es entstand damit ein ausgefeiltes System aus Korrekturen und Kontrollen. Vom Produktionsteam wurden zudem medizinisch-technische Konzepte aufgestellt, in denen das Agieren der Schauspieler, Requisiten, Kostüme und Make-up-Vorschläge für die Szenen mit medizinischem Handeln beschrieben wurde.
Um das Niveau der medizinischen Genauigkeit zu erhalten, auf das Crichton immer Wert gelegt hatte, hatten sich die Produzenten darauf geeinigt, dass dem Publikum der medizinische Fachjargon nicht vermittelt werden kann. Ihre Absicht war es, die Zuschauer der Körpersprache und den Gesten der handelnden Personen folgen zu lassen, um die Dramaturgie zu verstehen, und somit den Eindruck zu vermitteln, sie befänden sich in einem echten Krankenhaus. Um in den Notfallszenen mitzuwirken, wurden häufig echte Krankenschwestern engagiert, von denen die Schauspieler Hinweise auf den professionellen Ablauf der Notfallmedizin erhielten. Medizinische Apparaturen und Geräte füllten jeden Raum, die Schubladen und Schränke enthielten nur Dinge, die sich auch in einem echten Krankenhaus finden.

### Kulissen und Kameraarbeit
Zugunsten der Authentizitätswirkung wurden nur Kulissen mit starren, massiven Wänden und geschlossenen Decken verwendet. Sie dienen der Vielfältigkeit der Choreografie, zum Beispiel wenn die in die Decke eingelassenen Geräte und Leuchten in den Blick kommen oder mit der Kamera durch die Flure und Korridore gefahren wurde. Damit sollte dem Zuschauer das Gefühl vermittelt werden, er befinde sich in einem realen Krankenhaus und sei Teil der Handlung.
Nachempfunden wurden die Studiokulissen einem echten Vorbild; gedreht wurde der Pilotfilm aus Kostengründen in den Notaufnahmeräumen des ehemaligen Linda Vista Community Hospital in Los Angeles, das schon damals nicht mehr als Krankenhaus genutzt wurde, aber noch beträchtliche Krankenhauseinrichtungen enthielt. Sichtbar ist das beispielsweise in den Untersuchungsräumen, die im Pilotfilm noch fensterlos waren und erst in der Studiokulisse Fenster erhielten. Nachdem der Pilotfilm erfolgreich war und die erste Staffel bestellt wurde, wurde in den Warner Bros. Studios in Burbank die Notaufnahme als Kulisse gebaut und dem Original nachempfunden. Der Außenbereich des Krankenhauses inklusive des Diner wurde ebenfalls im Außengelände des Studios aufgebaut. Dort sind diese Außenkulissen bis heute erhalten geblieben und können bei Studiotouren besichtigt werden.
Durch die eingeschränkte Bewegungsfreiheit für Fahrten mit dem Kamerawagen ergab sich, dass die Serie zum großen Teil mit fixierter und Handkameraausrüstung, besonders mit Schwebestativen, gedreht wurde. Steadicam kam bei etwa 70 Prozent aller Aufnahmen zum Einsatz. Mit ihnen wurden etliche der längeren Szenen als Plansequenzen in einem einzigen Take gedreht, um den Bildfluss durch Schnitte nicht zu stören. Sie wurden auch bei den Notfallszenen und Bildfolgen eingesetzt, die besonders temporeich wirken sollten. Durch einen speziellen Federmechanismus, der trotz der Beweglichkeit der Kamera genauso stabile Bilder liefert wie eine auf einer Schiene geführte Kamera, entstand der Eindruck bruchlos fließender Bilder. Gleichzeitig wurde der Serie damit eine Art dokumentarische Authentizität verliehen, die zu einem ihrer Markenzeichen wurde.
Während im Krankenhaus durch die festen Kulissen des hektischen, engen Innenraums eine Atmosphäre der Klaustrophobie herrschte, sollten mit den Außenaufnahmen Weite und Offenheit vermittelt und der Kontrast zu der inselähnlichen Welt der Notaufnahme geschaffen werden. Zu den Außenschauplätzen, die für die Serie wesentlich geworden sind, gehören die Trassen und Bahnhöfe der Hochbahn Chicago Elevated und das Krankenhausdach mit dem Hubschrauberlandeplatz. Als regelmäßige Außendrehorte wurden dazu neben den Warner Bros. Studios in Burbank unter anderem das Dach des Chicagoer Hilton Hotels und der Robert J. Quinn Fire Academy vor dem Hintergrund der innerstädtischen Hochhauskulisse gewählt. Außenaufnahmen wurden aber auch im Großraum Los Angeles gedreht, unter anderem Aufnahmen, die auf dem Dach des fiktiven Krankenhauses spielen.
In Episode 312, Das Buch Abby (The Book Of Abby, Staffel 15), ist eine Memorabilienwand zu sehen, die mit Namensschildern sowohl von ehemaligen Haupt- und Nebenfiguren als auch von verschiedenen, hinter der Kamera Mitwirkenden versehen ist.
Um Episodenlaufzeit einzusparen und somit Ausstrahlzeit für zusätzliche Werbespots zu gewinnen, verkürzte man ab Beginn der 13. Staffel die Episoden um etwa eine Minute. Auch deswegen fehlte ab Episode 268 die von James Newton Howard komponierte, charakteristische Titelmelodie. Erst im Serienfinale (Episode 331) war diese wieder enthalten.

### Stab
Im Serienverlauf kamen insgesamt 49 Regisseure, 38 Produzenten und 34 Drehbuchautoren zum Einsatz. Die folgende Auflistung gibt – mit den zugehörigen Staffelnummern versehen – diejenigen Autoren an, die jeweils für mehr als zehn Episoden das Drehbuch lieferten und damit wesentlich an der Entwicklung der in ER erzählten Geschichten beteiligt waren:
- John Wells (1–12, 15)
- Paul Manning (1–3, 5)
- Neal Baer (1–6)
- Lydia Woodward (1–6, 11–12)
- Joe Sachs (3–15)
- Carol Flint (2–5)
- Jack Orman (3–9)
- R. Scott Gemmill (6–14)
- Dee Johnson (6–11)
- David Zabel (8–15)
- Lisa Zwerling (10–15)
- Janine Sherman (12–15)

Zu den bei ER häufig zum Einsatz gekommenen Regisseuren gehören Christopher Chulack, Mimi Leder (1–2), Richard Thorpe (2–14) und Jonathan Kaplan (3–11). Regie geführt haben außerdem Quentin Tarantino und die Hauptdarsteller Laura Innes, Anthony Edwards, Paul McCrane und Eriq La Salle.
ER wurde durch die Michael Crichton gehörende Firma Constant c Productions, das von Steven Spielberg mitgegründete Unternehmen Amblin Entertainment und das Filmstudio Warner Bros. Television produziert. Letzteres ist auch für die Vermarktung zuständig.

## Besetzung und deutsche Synchronfassung
Im gesamten Serienverlauf kamen in Emergency Room 5453 Schauspieler zum Einsatz, davon 13 weibliche und 13 männliche in der Hauptbesetzung. Die Schauspieler der Hauptcharaktere werden im Bildschirmtext der Episoden unter „Starring“ geführt, die Schauspieler, die unter „Guest starring“, „Special Guest Starring“ und „Co-starring“ rangieren, werden im Folgenden als Gast- und Nebendarsteller zusammengefasst.
Änderungen in der Hauptbesetzung gibt es seit Serienbeginn in beinahe jeder Staffel. Dabei werden manche der späteren Hauptdarsteller zuvor als Nebendarsteller eingeführt. Einige der ausgeschiedenen Charaktere tauchen später wieder in Gastrollen auf. Die meisten Veränderungen an der Hauptbesetzung fanden in der sechsten Staffel (Produktionszeit 1999–2000) statt, in der sechs Darsteller hinzukamen und drei ausschieden. Hinsichtlich der Vielzahl von Schauspielern, die gleichzeitig der Hauptbesetzung angehörten, nehmen die Episoden 125–127 (Staffel 6) die Spitzenposition ein, die Hauptbesetzung umfasste in diesen Episoden 13 Schauspieler.
Julianna Margulies bekam vom Produktionsstudio vor ihrem Ausscheiden eine Gage von 27 Mio. US-Dollar für eine Vertragsverlängerung angeboten, die die Staffeln 6, 7 und 8 umfassen sollte. Alex Kingston verließ die Serie 2004, nachdem ihr Vertrag von den Produzenten nicht verlängert worden war. Ihren eigenen Worten zufolge wurde sie entlassen, weil sie „Teil der alten Käuze ist, die nicht länger interessant sind“.
Die Serie wurde bei der Deutsche Synchron Film in Berlin vertont. Die Dialogbücher wurden bis zur elften Staffel in der Regel von Bernd Klinzmann und Joachim Hübner verfasst. Sie wurden durch Gabriele Böhm, Ulrike Christine Kollwitz, Ulrike Lau, Stephanie Marcus, Gabriele Richter und Ulrike Heiland vertreten. Ab der elften Staffel schrieb Masen Abou-Dakn die Synchronbücher.
Hans Werner-Bussinger führte bis zur siebten Staffel die Dialogregie, diese Aufgabe übernahm ab der achten Staffel Michael Erdmann. Sie wurden dabei von Stephanie Marcus und Michael Richter vertreten.
Die Tabelle nennt die Zugehörigkeit der Schauspieler zur Hauptbesetzung (●) bzw. zu den Neben- und Gastdarstellern (•) je Staffel, die Dauer der Zugehörigkeit zur Hauptbesetzung, die tatsächliche Anzahl der Episoden mit Auftritten sowie die deutschen Synchronsprecher.
|                    |                       | Staffeln | Staffeln | Staffeln | Staffeln | Staffeln | Staffeln | Staffeln | Staffeln | Staffeln | Staffeln | Staffeln | Staffeln | Staffeln | Staffeln | Staffeln | Episoden                                  | Episoden               |                                                                         |
| Schauspieler       | Rollenname            | 1        | 2        | 3        | 4        | 5        | 6        | 7        | 8        | 9        | 10       | 11       | 12       | 13       | 14       | 15       | Zugehörigkeit zur Hauptbesetzung          | Haupt- oder Nebenrolle | Deutscher Synchronsprecher                                              |
| ------------------ | --------------------- | -------- | -------- | -------- | -------- | -------- | -------- | -------- | -------- | -------- | -------- | -------- | -------- | -------- | -------- | -------- | ----------------------------------------- | ---------------------- | ----------------------------------------------------------------------- |
| Anthony Edwards    | Dr. Mark Greene       | ●        | ●        | ●        | ●        | ●        | ●        | ●        | ●        |          |          |          |          |          |          | ●        | 1–179, 316                                | 172                    | Hans Hohlbein                                                           |
| George Clooney     | Dr. Doug Ross         | ●        | ●        | ●        | ●        | ●        | •        |          |          |          |          |          |          |          |          | ●        | 1–106, 328                                | 108                    | Detlef Bierstedt                                                        |
| Noah Wyle          | (Dr.) John T. Carter  | ●        | ●        | ●        | ●        | ●        | ●        | ●        | ●        | ●        | ●        | ●        | •        |          |          | ●        | 1–245, 325–328, 331                       | 241                    | Oliver Feld                                                             |
| Sherry Stringfield | Dr. Susan Lewis       | ●        | ●        | ●        |          |          |          |          | ●        | ●        | ●        | ●        | ●        |          |          | ●        | 1–55, 161–246, 331                        | 128                    | Bettina Weiß                                                            |
| Eriq La Salle      | Dr. Peter Benton      | ●        | ●        | ●        | ●        | ●        | ●        | ●        | ●        |          |          |          |          |          |          | ●        | 1–167, 172, 178, 328, 331                 | 165                    | Stefan Fredrich (bis Staffel 4), Jörg Hengstler (ab Staffel 5)          |
| Julianna Margulies | Carol Hathaway        | • ●      | ●        | ●        | ●        | ●        | ●        |          |          |          |          |          |          |          |          | ●        | 2–134, 328                                | 132                    | Anke Reitzenstein (Staffeln 1–2, 6), Cathrin Vaessen (Staffeln 3–5, 15) |
| Gloria Reuben      | Jeanie Boulet         | •        | • ●      | ●        | ●        | ●        | ●        |          |          |          |          |          |          |          | •        |          | 31–119                                    | 89                     | Carola Ewert (bis Staffel 6), Anna Carlsson (Staffel 14)                |
| Laura Innes        | Dr. Kerry Weaver      |          | •        | ●        | ●        | ●        | ●        | ●        | ●        | ●        | ●        | ●        | ●        | ●        |          | • ●      | 48–280, 331                               | 215                    | Liane Rudolph                                                           |
| Maria Bello        | Dr. Anna Del Amico    |          |          | •        | ●        |          |          |          |          |          |          |          |          |          |          |          | 70–91                                     | 24                     | Debora Weigert                                                          |
| Alex Kingston      | Dr. Elizabeth Corday  |          |          |          | ●        | ●        | ●        | ●        | ●        | ●        | ●        | ●        |          |          |          | • ●      | 70–227, 331                               | 144                    | Peggy Sander                                                            |
| Kellie Martin      | Lucy Knight           |          |          |          |          | ●        | ●        |          |          |          |          |          |          |          |          |          | 92–127                                    | 34                     | Bianca Krahl                                                            |
| Paul McCrane       | Dr. Robert Romano     |          |          |          | •        | •        | ●        | ●        | ●        | ●        | ●        |          |          |          |          | •        | 114–209                                   | 107                    | Martin Keßler                                                           |
| Goran Višnjić      | Dr. Luka Kovač        |          |          |          |          |          | ●        | ●        | ●        | ●        | ●        | ●        | ●        | ●        | ●        | ●        | 114–290, 295, 298–300, 304, 306, 309, 312 | 175                    | Klaus-Peter Grap                                                        |
| Michael Michele    | Dr. Cleo Finch        |          |          |          |          |          | ●        | ●        | ●        |          |          |          |          |          |          |          | 114–167, 178                              | 52                     | Heide Domanowski                                                        |
| Erik Palladino     | Dr. Dave Malucci      |          |          |          |          |          | • ●      | ●        | ●        |          |          |          |          |          |          |          | 120–161                                   | 46                     | Christoph Banken                                                        |
| Ming-Na Wen        | (Dr.) Jing-Mei Chen   | •        |          |          |          |          | ●        | ●        | ●        | ●        | ●        | ●        |          |          |          |          | 123–232                                   | 92                     | Ghadah Al-Akel                                                          |
| Maura Tierney      | (Dr.) Abby Lockhart   |          |          |          |          |          | • ●      | ●        | ●        | ●        | ●        | ●        | ●        | ●        | ●        | ● •      | 125–310, 312                              | 183                    | Silke Matthias                                                          |
| Sharif Atkins      | (Dr.) Michael Gallant |          |          |          |          |          |          |          | • ●      | ●        | ●        | •        | •        |          |          |          | 172–219                                   | 55                     | Markus Pfeiffer                                                         |
| Mekhi Phifer       | Dr. Greg Pratt        |          |          |          |          |          |          |          | •        | ●        | ●        | ●        | ●        | ●        | ●        | ●        | 180–310                                   | 128                    | Dennis Schmidt-Foß                                                      |
| Parminder Nagra    | (Dr.) Neela Rasgotra  |          |          |          |          |          |          |          |          |          | • ●      | ●        | ●        | ●        | ●        | ●        | 204–331                                   | 128                    | Sonja Spuhl                                                             |
| Linda Cardellini   | Sam Taggart           |          |          |          |          |          |          |          |          |          | ●        | ●        | ●        | ●        | ●        | ●        | 206–331                                   | 125                    | Dascha Lehmann                                                          |
| Shane West         | Dr. Ray Barnett       |          |          |          |          |          |          |          |          |          |          | ●        | ●        | ●        |          | •        | 224–290                                   | 66                     | Marius Clarén                                                           |
| Scott Grimes       | Dr. Archie Morris     |          |          |          |          |          |          |          |          |          | •        | •        | ●        | ●        | ●        | ●        | 246–331                                   | 103                    | Robin Kahnmeyer                                                         |
| John Stamos        | (Dr.) Tony Gates      |          |          |          |          |          |          |          |          |          |          |          | •        | ●        | ●        | ●        | 269–331                                   | 65                     | Jaron Löwenberg                                                         |
| David Lyons        | Dr. Simon Brenner     |          |          |          |          |          |          |          |          |          |          |          |          |          | •        | ●        | 310–331                                   | 24                     | Frank Schaff                                                            |
| Angela Bassett     | Dr. Kate Banfield     |          |          |          |          |          |          |          |          |          |          |          |          |          |          | ●        | 311–331                                   | 16                     | Anke Reitzenstein                                                       |

## Fernsehausstrahlung
Die Episoden beginnen mit einem kurzen Rückblick auf Handlungsstränge vergangener Episoden in Form eines Zusammenschnitts markanter Einstellungen und Dialoge. Anschließend beginnt die Handlung, die nach wenigen Minuten und meist schlagartig durch den Beginn der Titelsequenz endet. Darin sind in den meisten Episoden der ersten zwölf Staffeln parallel zur Titelmelodie die Hauptdarsteller zu sehen. Mit Beginn der 13. Staffel kam eine neu komponierte, deutlich verkürzte Titelmelodie zum Einsatz. Im Serienfinale wurde wieder die ursprüngliche Titelsequenz gezeigt.
Obwohl von Anfang an im 16:9-Bildformat produziert – worin ER eine der ersten Fernsehserien war  –, erfolgte die Ausstrahlung der ersten 140 Episoden im 4:3-Format. Erst mit Episode 141 (Staffel 7) gingen die Sender in den USA und in Deutschland zum Breitbild über.
Emergency Room wurde in mindestens 22 Sprachen übersetzt und in 195 Ländern ausgestrahlt.
| \| \| \| Vereinigte Staaten (NBC) \| Vereinigte Staaten (NBC) \| Vereinigte Staaten (NBC) \| Vereinigte Staaten (NBC) \| Deutschland (ProSieben) \| Deutschland (ProSieben) \| Deutschland (ProSieben) \| Deutschland (ProSieben) \| Deutschland (ProSieben) \| \| St. \| Ep. \| Beginn \| Ende \| Reichweite \| Rang in den Nielsen Ratings \| Beginn \| Ende \| Reichweite (ab 3 J.)[20] \| Marktanteil (ab 3 J.)[20] \| Marktanteil (14–49 J.)[20] \| \| --- \| --- \| ------------------------ \| ------------------------ \| ------------------------ \| --------------------------- \| ----------------------- \| ----------------------- \| ------------------------ \| ------------------------- \| -------------------------- \| \| 1 \| 25 \| 19. Sep. 1994 \| 18. Mai 1995 \| 28,9 Mio.[21] \| 02[22] \| 30. Okt. 1995 \| 6. Mai 1996 \| 2,49 Mio. \| 8,0 % \| \| \| 2 \| 22 \| 21. Sep. 1995 \| 16. Mai 1996 \| 32,0 Mio.[21] \| 01[22] \| 13. Mai 1996 \| 15. Okt. 1996 \| 2,52 Mio. \| 9,4 % \| \| \| 3 \| 22 \| 26. Sep. 1996 \| 15. Mai 1997 \| 30,7 Mio.[21] \| 01[22] \| 2. Sep. 1997 \| 20. Jan. 1998 \| 2,64 Mio. \| 8,4 % \| \| \| 4 \| 22 \| 25. Sep. 1997 \| 14. Mai 1998 \| 30,0 Mio.[21] \| 02[22] \| 7. Okt. 1998 \| 17. März 1999 \| 2,42 Mio. \| 7,5 % \| \| \| 5 \| 22 \| 24. Sep. 1998 \| 20. Mai 1999 \| 25,4 Mio.[21] \| 01[22] \| 22. Feb. 2000 \| 20. Juni 2000 \| 2,17 Mio. \| 7,5 % \| \| \| 6 \| 22 \| 30. Sep. 1999 \| 18. Mai 2000 \| 24,9 Mio.[21] \| 04[22] \| 6. Feb. 2001 \| 19. Juni 2001 \| 2,62 Mio. \| 8,8 % \| \| \| 7 \| 22 \| 12. Okt. 2000 \| 17. Mai 2001 \| 22,4 Mio.[21] \| 02[22] \| 18. Sep. 2001 \| 29. Jan. 2002 \| 2,33 Mio. \| 7,6 % \| \| \| 8 \| 22 \| 27. Sep. 2001 \| 16. Mai 2002 \| 22,1 Mio.[21] \| 03[22] \| 3. Sep. 2002 \| 11. Feb. 2003 \| 2,35 Mio. \| \| 14,4 % \| \| 9 \| 22 \| 26. Sep. 2002 \| 15. Mai 2003 \| 20,0 Mio.[21] \| 07[23] \| 3. Sep. 2003 \| 3. März 2004 \| 1,50 Mio. \| 9,9 % \| \| \| 10 \| 22 \| 25. Sep. 2003 \| 13. Mai 2004 \| 19,5 Mio.[21] \| 08[24] \| 19. Okt. 2004 \| 22. März 2005 \| \| \| 13,6 % \| \| 11 \| 22 \| 23. Sep. 2004 \| 19. Mai 2005 \| 15,4 Mio.[21] \| 16[25] \| 10. Jan. 2006 \| 23. Mai 2006 \| \| \| 10,8 % \| \| 12 \| 22 \| 22. Sep. 2005 \| 18. Mai 2006 \| 12,2 Mio.[21] \| 30[26] \| 30. Mai 2006 \| 22. Aug. 2006 \| \| \| 10,9 % \| \| 13 \| 23 \| 21. Sep. 2006 \| 17. Mai 2007 \| 11,5 Mio.[21] \| 31[27] \| 4. Apr. 2007 \| 29. Aug. 2007 \| \| \| 10,6 % \| \| 14 \| 19 \| 27. Sep. 2007 \| 15. Mai 2008 \| 09,2 Mio.[28] \| 54[28] \| 23. Apr. 2008 \| 27. Aug. 2008 \| \| \| 08,9 % \| \| 15 \| 22 \| 25. Sep. 2008 \| 2. Apr. 2009 \| 09,1 Mio.[29] \| 42[29] \| 18. März 2009 \| 19. Aug. 2009 \| 1,20 Mio. \| 6,0 % \| 10,4 % \| |     |                          |                          |                          |                             |                         |                         |                         |                         |                         |
| |     | Vereinigte Staaten (NBC) | Vereinigte Staaten (NBC) | Vereinigte Staaten (NBC) | Vereinigte Staaten (NBC)    | Deutschland (ProSieben) | Deutschland (ProSieben) | Deutschland (ProSieben) | Deutschland (ProSieben) | Deutschland (ProSieben) |
| St. | Ep. | Beginn                   | Ende                     | Reichweite               | Rang in den Nielsen Ratings | Beginn                  | Ende                    | Reichweite (ab 3 J.)    | Marktanteil (ab 3 J.)   | Marktanteil (14–49 J.)  |
| 1 | 25  | 19. Sep. 1994            | 18. Mai 1995             | 28,9 Mio.                | 02                          | 30. Okt. 1995           | 6. Mai 1996             | 2,49 Mio.               | 8,0 %                   |                         |
| 2 | 22  | 21. Sep. 1995            | 16. Mai 1996             | 32,0 Mio.                | 01                          | 13. Mai 1996            | 15. Okt. 1996           | 2,52 Mio.               | 9,4 %                   |                         |
| 3 | 22  | 26. Sep. 1996            | 15. Mai 1997             | 30,7 Mio.                | 01                          | 2. Sep. 1997            | 20. Jan. 1998           | 2,64 Mio.               | 8,4 %                   |                         |
| 4 | 22  | 25. Sep. 1997            | 14. Mai 1998             | 30,0 Mio.                | 02                          | 7. Okt. 1998            | 17. März 1999           | 2,42 Mio.               | 7,5 %                   |                         |
| 5 | 22  | 24. Sep. 1998            | 20. Mai 1999             | 25,4 Mio.                | 01                          | 22. Feb. 2000           | 20. Juni 2000           | 2,17 Mio.               | 7,5 %                   |                         |
| 6 | 22  | 30. Sep. 1999            | 18. Mai 2000             | 24,9 Mio.                | 04                          | 6. Feb. 2001            | 19. Juni 2001           | 2,62 Mio.               | 8,8 %                   |                         |
| 7 | 22  | 12. Okt. 2000            | 17. Mai 2001             | 22,4 Mio.                | 02                          | 18. Sep. 2001           | 29. Jan. 2002           | 2,33 Mio.               | 7,6 %                   |                         |
| 8 | 22  | 27. Sep. 2001            | 16. Mai 2002             | 22,1 Mio.                | 03                          | 3. Sep. 2002            | 11. Feb. 2003           | 2,35 Mio.               |                         | 14,4 %                  |
| 9 | 22  | 26. Sep. 2002            | 15. Mai 2003             | 20,0 Mio.                | 07                          | 3. Sep. 2003            | 3. März 2004            | 1,50 Mio.               | 9,9 %                   |                         |
| 10 | 22  | 25. Sep. 2003            | 13. Mai 2004             | 19,5 Mio.                | 08                          | 19. Okt. 2004           | 22. März 2005           |                         |                         | 13,6 %                  |
| 11 | 22  | 23. Sep. 2004            | 19. Mai 2005             | 15,4 Mio.                | 16                          | 10. Jan. 2006           | 23. Mai 2006            |                         |                         | 10,8 %                  |
| 12 | 22  | 22. Sep. 2005            | 18. Mai 2006             | 12,2 Mio.                | 30                          | 30. Mai 2006            | 22. Aug. 2006           |                         |                         | 10,9 %                  |
| 13 | 23  | 21. Sep. 2006            | 17. Mai 2007             | 11,5 Mio.                | 31                          | 4. Apr. 2007            | 29. Aug. 2007           |                         |                         | 10,6 %                  |
| 14 | 19  | 27. Sep. 2007            | 15. Mai 2008             | 09,2 Mio.                | 54                          | 23. Apr. 2008           | 27. Aug. 2008           |                         |                         | 08,9 %                  |
| 15 | 22  | 25. Sep. 2008            | 2. Apr. 2009             | 09,1 Mio.                | 42                          | 18. März 2009           | 19. Aug. 2009           | 1,20 Mio.               | 6,0 %                   | 10,4 %                  |

### USA
ER startete in den USA bei NBC am Montag, dem 19. September 1994, mit dem zweistündigen Pilotfilm. Die Episoden liefen fortan donnerstags um 22 Uhr. Die finale, zweistündige Episode begann bereits um 21 Uhr, ihr ging am selben Abend (2. April 2009) eine einstündige Retrospektive voran.

#### Zuschauerzahlen
Bereits in der ersten Staffel erreichten die Erstausstrahlungen durchschnittlich 30 Millionen Zuschauer, was seit 1976 keiner Dramaserie mehr gelungen war. Auch in den folgenden Staffeln der 1990er Jahre waren Zuschauerzahlen von durchschnittlich 35 Millionen pro neuer Episode die Regel. Je nach Quelle wurde die höchste Einschaltquote bei Episode 32, Der Held des Tages (Hell and High Water, Staffel 2, etwa 48 Millionen Zuschauer), bzw. bei Episode 91, Liebesdienst mit Todesfolge (A Hole in the Heart, Staffel 4, etwa 47,8 Millionen Zuschauer), gemessen. Wie die obige Tabelle zeigt, konnte sich ER in der Rangfolge der landesweit meistgesehenen Sendungen während der ersten acht Staffeln durchweg unter den ersten vier platzieren und dabei dreimal die Spitzenposition einnehmen. Bezogen auf die Zuschauerzahlen in der werberelevanten Zielgruppe der 14- bis 49-Jährigen platzierte sich die Serie mit den Staffeln 2, 3, 5 und 6 auf dem ersten Platz. Die ersten zehn Staffeln lang war sie in den USA die meistgesehene Dramaserie, unter den von NBC ausgestrahlten Dramaserien sogar die ersten zwölf Staffeln lang. Obwohl die durchschnittliche Reichweite in der neunten Staffel sank, konnte die Serie in diesem und im zehnten Jahr ein mit anderen Primetime-Sendungen verglichenes, hohes Zuschauerniveau erreichen. In den folgenden Jahren sanken die Zuschauerzahlen weiter, beispielsweise erreichte Staffel 12 bei den Erstausstrahlungen durchschnittlich nur noch rund 14 Millionen Menschen. Die Episoden der letzten Staffel wurden mitunter von weniger als acht Millionen Menschen gesehen, die finale Episode kam noch einmal auf 16,4 Millionen Zuschauer.

#### Kosten
Während der ersten vier Staffeln betrug der Preis, den NBC für jede Episode an Warner Bros. zahlen musste, zwischen 1,5 und 1,8 Millionen US-Dollar, womit die Serie damals eine der teuersten war. Damit der Sender die Rechte an ER behalten konnte und nicht an einen der Konkurrenten ABC, CBS und FOX abgeben musste, willigte NBC in einem Dreijahresvertrag in die Zahlung von 13 Millionen US-Dollar pro Episode der Staffeln 5, 6 und 7 ein, was ER den Status als teuerste Fernsehserie in der Geschichte der USA einbrachte. Der Episodenpreis für die Staffeln 8, 9 und 10 lag bei 8 bis 9 Millionen US-Dollar, für die 14. Staffel wird er auf 5 Millionen US-Dollar geschätzt.

#### Serienende
Ursprünglichen Planungen der Produzenten und NBC zufolge sollte ER mit der 14. Staffel beendet werden. Wegen eines Streiks der Drehbuchautoren und dem dadurch verursachten Produktionsstillstand, aber auch, um Wiederholungen zu vermeiden, setzte NBC die Ausstrahlung der 14. Staffel im Februar 2008 aus. Der Streik, durch den für die 14. Staffel weniger Episoden als geplant fertiggestellt werden konnten, war auch NBCs Grund dafür, eine letzte, 15. Staffel produzieren zu lassen. Damit sollte den Produzenten mehr Zeit für das Schreiben der Drehbücher für das Serienende gegeben werden. Die Notwendigkeit, die Serie zu beenden, ergab sich den Produzenten zufolge aus einer Kombination aus hohen Produktionskosten, niedrigeren Einschaltquoten und schrumpfenden Werbeeinnahmen. Obwohl NBC noch über eine weitere, 16. Staffel nachdachte, lehnten die Produzenten ab, um die Serie beenden zu können, während sie noch ein „respektables Publikum“ besitzt.
ER war nach der von 1990 bis 2010 ausgestrahlten Krimiserie Law & Order die zweitlängste gesendete Primetime-Fernsehserie von NBC und ist zudem eine der am längsten im amerikanischen Fernsehen präsenten Serien aller Zeiten.

### Deutschland, Österreich, Schweiz
In Deutschland wurde ER beginnend im Oktober 1995 von ProSieben gezeigt. Zunächst montagabends um 20:15 Uhr ausgestrahlt und während der zweiten Staffel auf den Dienstagabend verschoben, liefen die Erstausstrahlungen wöchentlich, mitunter auch in Form von Doppelfolgen und meistens unterbrochen durch mehrmonatige Pausen zwischen den Staffeln. Dabei bewegten sich die Reichweiten bis zur achten Staffel zwischen 2,1 und 2,7 Millionen Zuschauern (ab 3 Jahren) und die durchschnittlichen Marktanteile zwischen 7,3 und 9,4 Prozent je Staffel. Da bei der mittwochs gezeigten neunten Staffel die Einschaltquoten mit 1,72 Mio. bzw. 5,3 % deutlich niedriger waren, kehrte die Serie mit der zehnten Staffel wieder auf den Dienstagabend zurück, die Quoten bewegten sich nun mit 2,3 Mio. bzw. 6,9 % wieder auf dem vorherigen Niveau. Die Staffeln 11 und 12 sowie die erneut mittwochs gesendeten Staffeln 13 bis 15 erreichten wieder meist deutlich niedrigere Einschaltquoten, die durchschnittliche Reichweite bewegte sich nun nur noch zwischen 1 und 2 Millionen Zuschauern und der Marktanteil zwischen 5 und 6 Prozent.
Wiederholungen zeigten sowohl ProSieben als auch Kabel Eins, oft im arbeitstäglichen Vormittags- oder Nachmittagsprogramm. Dabei wurde Episode 62, Wer Gewalt sät (The Long Way Around, Staffel 3), aufgrund des Jugendschutzes oft ausgelassen und im Nachtprogramm gesendet. Seit 2010 werden Wiederholungen auf sixx ausgestrahlt.
In Österreich startete die Erstausstrahlung im November 1995, ausstrahlender Sender ist ORF 1, als Titel wird E.R. – Emergency Room verwendet.
In der Schweiz wurde ER zwischen 2006 und 2009, meist arbeitstäglich im Frühprogramm, durch 3+ ausgestrahlt.
ER war bzw. ist zudem bei den deutschen Pay-TV-Sendern DF1 Herz & Co., Sunset bzw. Premiere Serie, Premiere Start und TNT Serie zu sehen.

## Andere Veröffentlichungsformen
Der Pilotfilm wurde bereits am 20. Juni 1995 im Rahmen der Wettbewerbsreihe TopTen, die die zehn besten Filme der internationalen Fernsehproduktion beinhaltet, des deutschen Film- und Fernsehfestivals Cologne Conference vorgeführt.

### VHS
Im Februar 1998 erschienen bei Warner Home Video unter dem Titel er – emergency room der Pilotfilm (Der erste Tag) und die folgenden beiden Episoden (Kommen und Gehen / Willkommen zu Hause) auf je einer Videokassette.

### DVD
| \| St. \| USA \| D-A-CH \| \| --- \| ------------- \| ------------- \| \| 1 \| 26. Aug. 2003 \| 20. Feb. 2004 \| \| 2 \| 27. Apr. 2004 \| 15. Okt. 2004 \| \| 3 \| 26. Apr. 2005 \| 10. Dez. 2004 \| \| 4 \| 20. Dez. 2005 \| 22. Apr. 2005 \| \| 5 \| 11. Juli 2006 \| 21. Okt. 2005 \| \| 6 \| 19. Dez. 2006 \| 7. Apr. 2006 \| \| 7 \| 12. Mai 2007 \| 17. Nov. 2006 \| \| 8 \| 22. Jan. 2008 \| 5. Juli 2007 \| \| 9 \| 17. Juni 2008 \| 7. Sep. 2007 \| \| 10 \| 3. März 2009 \| 7. Dez. 2007 \| \| 11 \| 14. Juli 2009 \| 11. Apr. 2008 \| \| 12 \| 12. Jan. 2010 \| 15. Aug. 2008 \| \| 13 \| 6. Juli 2010 \| 5. Dez. 2008 \| \| 14 \| 11. Jan. 2011 \| 24. Apr. 2009 \| \| 15 \| 12. Juli 2011 \| 12. Feb. 2010 \| |               |               |
| St. | USA           | D-A-CH        |
| 1 | 26. Aug. 2003 | 20. Feb. 2004 |
| 2 | 27. Apr. 2004 | 15. Okt. 2004 |
| 3 | 26. Apr. 2005 | 10. Dez. 2004 |
| 4 | 20. Dez. 2005 | 22. Apr. 2005 |
| 5 | 11. Juli 2006 | 21. Okt. 2005 |
| 6 | 19. Dez. 2006 | 7. Apr. 2006  |
| 7 | 12. Mai 2007  | 17. Nov. 2006 |
| 8 | 22. Jan. 2008 | 5. Juli 2007  |
| 9 | 17. Juni 2008 | 7. Sep. 2007  |
| 10 | 3. März 2009  | 7. Dez. 2007  |
| 11 | 14. Juli 2009 | 11. Apr. 2008 |
| 12 | 12. Jan. 2010 | 15. Aug. 2008 |
| 13 | 6. Juli 2010  | 5. Dez. 2008  |
| 14 | 11. Jan. 2011 | 24. Apr. 2009 |
| 15 | 12. Juli 2011 | 12. Feb. 2010 |

ER ist im deutschsprachigen Raum auch auf DVDs im Regionalcode 2 erhältlich. Von 2004 bis 2010 wurden in mehrmonatigen Abständen durch Warner Bros. alle 15 Staffeln veröffentlicht. 2007 erschienen die Staffeln 1 bis 5 zusammen zusätzlich als Special Deluxe Edition. Die DVDs der Staffeln 2 bis 6 sind von der FSK ab 12 Jahren freigegeben, die der anderen Staffeln ab 16 Jahren. Bis zu acht Episoden befinden sich auf jeder der beidseitig bespielten DVDs. Jedes der Staffel-Sets enthält vier DVDs (Staffeln 1–3) bzw. drei DVDs (Staffeln 4–15).
Die Episoden liegen im anamorphen 16:9-Breitbildformat vor. Ausnahmen hiervon bilden die Titelmelodie-Sequenzen bei den ersten sechs Staffeln und die einst live gesendete Episode Vorsicht, Kamera! (Ambush, Staffel 4). Die Episoden verfügen ausnahmslos über die deutsche Tonspur in Dolby Digital. Zudem sind der englische Originalton und – mit Ausnahme der fünften Staffel – eine spanische Tonspur enthalten. Die im Fernsehen jeweils zu Episodenbeginn gezeigten kurzen Rückblicke sind nicht vorhanden.

### Streaming-Plattformen
ER findet sich auf gängigen Streaming-Plattformen, ebenfalls im 16:9-Breitfilmformat. Für diesen Veröffentlichungsweg wurde der überwiegende Teil des verwendeten Bildmaterials, das ursprünglich auf Film gedreht wurde, in HD-Qualität ausgespielt. Ausgenommen hiervon waren der Titel und die meisten Rückblicke auf vorherige Folgen, die auf die ursprünglichen Fernsehfassungen im 4:3-Format und mit der deutlich schlechteren Bildqualität der damaligen Fernsehstandards beruhen.

### Soundtrack-CD und -MC
1996 erschien unter dem Titel Original Television Theme Music & Score ein Soundtrack zur Serie. Er wurde sowohl auf CD als auch auf MC veröffentlicht und enthält die Titelmelodie in unterschiedlichen Fassungen sowie Hintergrundmusik aus Episoden der ersten beiden Staffeln.

## Kritik
Das Kinofilmmagazin Cinema meint, dass mit dem Pilotfilm von ER „1994 ein neues Zeitalter der TV-Medizin“ eingeläutet worden sei. Einen ähnlich revolutionären Charakter bescheinigt der Serie das Fernsehmagazin TV Guide, denn ER habe als „fesselndes Medizindrama“ das Genre für die 1990er Jahre und das 21. Jahrhundert neu definiert. Die Zeit schreibt in einem Artikel im Mai 2007, dass ER „Maßstäbe in Sachen Tempo und Kameraführung“ gesetzt habe und in einem anderen Artikel im Jahr 2000: „Emergency Room brach mit allen Gesetzen der Serie, indem es sich von der probaten A-plus-B-Plot-Dramaturgie verabschiedete und gleich ein Dutzend Sub-Plots trotz rasanter Schnitte kunstvoll ineinander wob.“

### Medizin und Realismus
Ein 2003 im Deutschen Ärzteblatt erschienener Artikel beschäftigt sich mit dem Ärzteimage im Fernsehen, demzufolge die Ärzte in Arzt- und Krankenhausserien idealisiert und stereotypisiert dargestellt würden. Im Gegensatz zu dieser „verzerrten Fernsehwelt“, so die Autorin, seien die Ärzte in ER aber nicht überhöht, sondern realistisch gezeichnet. Sie würden auch Fehler machen und hätten menschliche Schwächen. Ebenso glaubwürdig würden Krankheitsbilder und Patienten dargestellt. Der Autor eines Artikels der Zeit meint: „Die Ärzte sind keine Helden, sie verzweifeln an ihrem Beruf und an sich selbst, versagen im OP und zu Hause, sie sind Menschen, die sich bemühen und oft scheitern.“ Susanne Schwarzer meint, dass Serienproduktionen wie ER überforderte Ärzte als „Medizintechnokraten“ in einem wackeligen Gesundheitssystem zeigten. Der Arzt zeige sich auch niedergedrückt durch skandalöse Arbeitsumstände, erodierende Sozialsysteme und völlige Überlastung. Dem Arzt Dr. Zischler vom Frankfurter Markus-Krankenhaus zufolge zeichne sich ER durch eine „hervorragende“ medizinische Recherche und Fachberatung aus. Auch ein weiterer Artikel des Deutschen Ärzteblatts sieht das Erfolgsrezept der Serie darin, dass sie medizinisch sorgfältiger vorbereitet und ausgeführt sei als ihre Konkurrenten.
Auch ein im Juni 2006 in der Wochenzeitung Freitag erschienener Artikel geht auf das durchs Fernsehen vermittelte Bild der Ärzte ein, welches insgesamt zu positiv und deshalb unrealistisch sei. ER aber habe das Feld revolutioniert, weil professionalisiert: „Schluss mit hausbackenem Kitsch, Zoom auf die Realität. Krankenhaus-Illusion war nie wahrhaftiger […]. Hier ist die Luft jargonverseucht und die Dosierungen stimmen. Vom verstauchten Finger zum geöffneten Thorax ist alles zu sehen. In den Statistenrollen sogar: echtes medizinisches Personal. Um sicherzugehen, dass der falsche Doktor zur richtigen Zange greift. Die Show braucht solche Detailarbeit, um ihren moralischen Impetus mit Hyperrealismus zu fundieren. Bei aller aufwändigen Kamera-Choreografie ist ER politisch und scheint es ernst zu meinen mit der Gesellschaftskritik – bis hin zu Expeditionen in den Kongo und nach Darfur. Soll sagen, wir sind mehr als Fernsehunterhaltung, wir kämpfen gegen die Missstände, die wir spielen. Nach zwölf Staffeln kreist der Alltag des Notärzteteams noch immer hektisch um alle Arten offener Wunden. Aber die Erschöpfung ist nicht zu verbergen.“
Die Süddeutsche Zeitung schreibt im August 2006: „Neu an der Serie war, dass der Zuschauer allen Grund hatte, vieles nicht zu verstehen und so manches Schicksal aus den Augen zu verlieren. Das war pure Absicht – im wahren Leben verstehen Patienten auch selten, was Ärzte sagen, und sie kümmern sich nicht um Schicksale der anderen.“
Die für Krankenschwestern und -pfleger eintretende Initiative The Center for Nursing Advocacy bezeichnet ER als die beste auf die Gesundheitsfürsorge bezogene Fernsehserie seit M*A*S*H und als medizinisch realistischste Dramaserie überhaupt. Sie habe Krankenschwestern und -pfleger generell als kompetent und fürsorglich dargestellt und dabei die schlimmsten Klischees vermieden. Allerdings habe das auf Ärzte fixierte Serienprofil dazu geführt, dass den Zuschauern kein sorgfältiges oder komplettes Bild der wichtigen Rolle gegeben werde, die das Krankenpflegepersonal in der modernen Gesundheitsfürsorge heutzutage spiele. Die wenigen Krankenschwestern und -pfleger seien zwar fachkundig, würden aber hauptsächlich als Untergebene und Hintergrund für die heroischen Ärzte dienen.

### Themen und Dramaturgie
1995 schreibt die Autorin Barbara Sichtermann in einem Artikel für die Wochenzeitung Die Zeit, ER zeige, dass in der Serie die Menschen immer wichtiger als das Milieu seien: „Wenn sich Dr. Green im Hof mit dem Basketball tummelt, Dr. Ross dazukommt und die beiden plötzlich eine Möglichkeit sehen, aus ihrer Rivalität ein Spiel zu machen; wenn Dr. Carter nach seiner ersten Punktion die verdiente Flasche Champagner unglücklich in der Hand dreht, weil er niemanden hat, mit dem er sie trinken kann – dann findet eine Personenführung statt, der man gespannt beiwohnt, weil man hier am Nukleus aller Dramatik angekommen ist. Das ganze Theaterblut, der Hubschrauber und die Sturzgeburt im Klinikfahrstuhl kommen dagegen niemals auf.“
Das Lexikon des Internationalen Films beurteilt ER als „Fernsehserie, deren kalkulierte Hektik in den Bann zieht und den Zuschauer das Geschehen hautnah erleben läßt. Den rüden Umgangston im Ärzteteam und die Ströme von Blut im OP machen die herzensguten Mediziner wieder wett, deren einziges Ziel es ist, Menschenleben zu retten.“
Die Serie so zu sehen, wie sie einmal war, meint der Autor einer DVD-Rezension zur zweiten Staffel im April 2004, erinnere Fans daran, wie viel verloren gegangen sei. Dies gelte nicht nur für die Schauspieler, sondern auch auf die Geschichten bezogen. In den frühen Jahren sei die Notaufnahme zu Episodenbeginn mit einem Dutzend Patienten überflutet worden, die die Ärzte für den Rest der Folge beschäftigt hielten. „Heute“ dagegen sei es eine einzige große Seifenoper; die Patienten als einstige Grundlage der Serie seien zum Hintergedanken geworden.
In einem im Sommer 2004 vom amerikanischen Nachrichtensender MSNBC veröffentlichten Kommentar bezeichnet die Autorin die Serie als einen „Schatten ihres früheren Selbst“. Die Drehbuchautoren würden sich weg von den originellen medizinischen und hin zu charakterlich-romantisch orientierten Plots bewegen. Der Autor eines ebenfalls im Sommer 2004 in der IMDb veröffentlichten Kommentars sieht die Serie seit dem Ausscheiden von George Clooney und Julianna Margulies in einem Zustand der „Erschöpfung“, denn mit ihnen seien die beiden charismatischsten und engagiertesten Darsteller verloren gegangen. Die Serie sei von den „hochspannenden“, „nervenaufreibenden“ medizinischen Prozeduren eingetaucht in eine trübselige, melodramatische Seifenoper und würde nun „auf Krücken humpeln“.
Das Center for Nursing Advocacy meint, dass es in der zehnten Staffel Zeichen der Ermüdung und der Verzweiflung gegeben habe, besonders aber ein wachsendes Vertrauen in „große Verkehrsmittel“ wie beispielsweise bei der Situation, in der ein Panzer das Notaufnahmepersonal anzugreifen droht. Zudem sei die Serie in Schwierigkeiten geraten, für ihre langjährigen Charaktere interessante Geschichten zu finden, veranschaulicht am Beispiel des „einst starken“ Dr. Romano und dessen gesundheitsbedingter Entwicklung in ein „großes Ärgernis“ sowie dessen „witzlose Exekution“ durch einen Helikopter. Auch für die Figur der Dr. Corday habe die Serie anscheinend nicht mehr gewusst, was sie mit ihr anfangen solle.
Einem im Mai 2005 in der amerikanischen Tageszeitung The Oregonian erschienenen Artikel zufolge habe ER schon vor Jahren aufgehört, zum Must See TV zu gehören. Seit Anthony Edwards’ Abschied seien die Charaktere inkonsistent. In seiner Blütezeit sei ER eine lebendige, überzeugende Mischung aus Charakteren, für die man sich gesorgt habe, und aus verblüffenden medizinischen Herausforderungen gewesen. Nun aber scheine das Hauptziel darin zu bestehen, die Dinge so schnell wie möglich vorwärts zu bewegen, ohne sich darüber Gedanken zu machen, ob diese irgendeinen Sinn ergäben. Noah Wyle sei eine Erinnerung an die Tage, in denen die Charaktere von ER noch glaubwürdig gewesen seien. In den jüngsten Staffeln aber hätten die Produzenten versucht, die Geschehnisse mit „heißen“, jungen Schauspielern aufzumischen, doch seien die Drehbücher so schwach, dass es unmöglich sei, deren Rollencharakteren zu glauben.
Im Februar 2007 meint die Autorin eines Artikels für die Zeitung Die Welt, dass es mit Emergency Room Jahr für Jahr stetig bergab gehe und Grey’s Anatomy den „Krankenhaus-Pionieren“ längst den Rang abgelaufen habe. „Was übrig geblieben ist von der einst innovativen und jetzt dahinsiechenden Krankenhausserie, können selbst die Defibrillatoren nicht mehr ins Leben zurückholen.“ Zur deutschen Erstausstrahlung der finalen Episode im August 2009 meint das Deutsche Ärzteblatt, dass die in ER „oft rasant inszenierten“ Patientenfälle und Privatgeschichten von Ärzten und Schwestern die jungen Fernsehzuschauer nicht mehr beeindruckten; vielmehr habe sich der Zeitgeist „komplizierten“ diagnostischen Fällen und dem „menschenverachtenden Zyniker“ Dr. House zugewandt.

## Ehrungen

### Auszeichnungen und Nominierungen
| \| Preiswettbewerb \| Nom. \| Präm. \| \| ------------------------------------- \| ---- \| ----- \| \| ALMA Awards \| 9 \| 1 \| \| Artios Awards \| 7 \| 4 \| \| ASCAP Awards \| 12 \| 12 \| \| BMI Film & TV Awards \| 11 \| 11 \| \| Directors Guild of America Awards \| 12 \| 4 \| \| Golden Globe Awards \| 25 \| 1 \| \| Golden Reel Awards \| 19 \| 5 \| \| Humanitas-Preise \| 9 \| 1 \| \| NAACP Image Awards \| 33 \| 6 \| \| Peabody Awards \| 1 \| 1 \| \| People’s Choice Awards \| 9 \| 9 \| \| Primetime Emmy Awards \| 124 \| 23 \| \| Prism Awards \| 6 \| 3 \| \| Satellite Awards \| 7 \| 0 \| \| Screen Actors Guild Awards \| 18 \| 8 \| \| Television Critics Association Awards \| 8 \| 2 \| \| TV Guide Awards \| 9 \| 3 \| \| Writers Guild of America Awards \| 6 \| 2 \| \| Young Artist Awards \| 21 \| 3 \| \| Andere US-Preise \| 29 \| 9 \| \| Preise aus anderen Ländern \| 6 \| 5 \| \| Mindestsumme \| 381 \| 113 \| |      |       |
| Preiswettbewerb | Nom. | Präm. |
| ALMA Awards | 9    | 1     |
| Artios Awards | 7    | 4     |
| ASCAP Awards | 12   | 12    |
| BMI Film & TV Awards | 11   | 11    |
| Directors Guild of America Awards | 12   | 4     |
| Golden Globe Awards | 25   | 1     |
| Golden Reel Awards | 19   | 5     |
| Humanitas-Preise | 9    | 1     |
| NAACP Image Awards | 33   | 6     |
| Peabody Awards | 1    | 1     |
| People’s Choice Awards | 9    | 9     |
| Primetime Emmy Awards | 124  | 23    |
| Prism Awards | 6    | 3     |
| Satellite Awards | 7    | 0     |
| Screen Actors Guild Awards | 18   | 8     |
| Television Critics Association Awards | 8    | 2     |
| TV Guide Awards | 9    | 3     |
| Writers Guild of America Awards | 6    | 2     |
| Young Artist Awards | 21   | 3     |
| Andere US-Preise | 29   | 9     |
| Preise aus anderen Ländern | 6    | 5     |
| Mindestsumme | 381  | 113   |

ER wurde insgesamt 124-mal für den auch Fernseh-Oscar genannten Emmy nominiert, die bedeutendste Auszeichnung für Fernsehsendungen in den USA, und nimmt damit in der Statistik der für den Emmy meistnominierten Fernsehsendungen hinter Saturday Night Live die zweite Position ein. Es gab 23 Prämierungen, darunter 1996 – für die zweite Staffel – den Emmy in der Kategorie „Beste Dramaserie“, in der die Serie auch für die Staffeln 1 und 3 bis 7 nominiert wurde. Die meisten Prämierungen gab es für die beste Tonmischung (5) und den besten Tonschnitt (4), die meisten Nominierungen für den besten Gastdarsteller (14) und die beste Regie (13). Zugleich meistnominierte (6) und meistprämierte (5) Episode ist Schwarzer Tag (Love’s Labor Lost) aus der ersten Staffel.
Anerkennung erntete ER auch durch den Gewinn des renommierten Peabody Awards im Jahr 1995. Für den Golden Globe Award gab es zwischen 1995 und 2001 insgesamt 25 Nominierungen, davon sieben für die „Beste Fernseh-Dramaserie“ und 18 für herausragende Schauspielleistungen, mit einer Prämierung Anthony Edwards’ 1998 als „Bester Schauspieler in einer Fernseh-Dramaserie“.
2009 wurde die Serie im Rahmen der TV Land Awards mit dem Sonderpreis Icon Award ausgezeichnet, einer Würdigung ihres Einflusses auf die US-amerikanische Fernsehlandschaft.
Alle Preise betrachtet, erhielt Emergency Room mindestens 367 Nominierungen und 113 Auszeichnungen.

### Platzierung in Bestenlisten
Emergency Room platzierte sich in mehreren Bestenlisten, die die besten Fernsehserien aller Zeiten in einer Rangfolge beinhalten. Die folgende Tabelle bietet eine Auswahl solcher Listen.
| Herausgeber              | Jahr | Name der Liste                       | Rang |
| ------------------------ | ---- | ------------------------------------ | ---- |
| TV Guide                 | 2002 | TV Guide’s 50 Best Shows of All Time | 22   |
| Empire                   | 2008 | The 50 Greatest TV Shows of All Time | 29   |
| Writers Guild of America | 2013 | 101 Best Written TV Series           | 28   |
| Filmstarts               | 2014 | Die 50 besten Serien                 | 20   |
| The Hollywood Reporter   | 2015 | Hollywood’s 100 Favorite TV Shows    | 28   |

## Einflüsse
Am Markus-Krankenhaus Frankfurt am Main werden im Rahmen von Fortbildungsveranstaltungen Ärzte, Pflegepersonal und andere Krankenhausmitarbeiter mittels Fällen aus ER mit komplexen medizinischen, ethischen und rechtlichen Konfliktsituationen konfrontiert. Laut Deutschem Ärzteblatt eigneten sich viele Szenen, um Spannungsfelder in der Begegnung zwischen Arzt, Pflegepersonal, Patient und Angehörigen zu verdeutlichen und als Ausgangspunkt für eine Diskussion zu nutzen. Dazu zähle beispielsweise der Umgang mit Patientenverfügungen und der Schweigepflicht.
Im „Reformstudiengang Medizin“ der Berliner Charité gehört das Vorführen von Sequenzen aus ER mit zum Block „Notfallmedizin“ des Lehrplanes. Ziel dabei ist es, technische Aspekte zur Interaktion in Notfall- und anderen Teamsituationen kennenzulernen. Anhand der gezeigten Szenen werden Aspekte des Fehlermanagements thematisiert, wie Team-Kommunikation in Notfallsituationen, das Einhalten und Übertreten von Kompetenzbereichen oder der Umgang mit schwerwiegenden Fehlern.
Emergency Room hat mehr Studenten inspiriert, Notfallmedizin zu studieren, und dabei geholfen, Konsumenten hinsichtlich Gesundheitsvorsorge aufzuklären. So stellte ein 1996 im Journal of the American Medical Association erschienener Artikel fest, dass sich die Zahl der Bewerbungen von jungen Ärzten für eine Beschäftigung in der Notaufnahme seit Emergency Room deutlich erhöht habe; dem Artikel zufolge sei dies ein Hinweis auf die hohe Akzeptanz der Serie bei medizinischem Publikum.
Auch andere Fernsehsendungen mit medizinischen Themen orientieren sich an ER, das vom Deutschen Ärzteblatt als für das Genre stilbildend bezeichnet wird. Zwar habe es wirklichkeitsnahe Situationen aus dem Krankenhausalltag und echte OP-Bilder in den USA und Großbritannien schon in den 1950er und 1960er Jahren gegeben, doch den Durchbruch für die realistischen Arztserien habe erst der Erfolg von ER gebracht. Mit ihr sei auch in Deutschland die Notwendigkeit von mehr Realität und damit von medizinischer Beratung bei Arzt- und Krankenhausserien deutlich geworden. Als ein Beispiel für eine solche deutsche Krankenhausserie wird alphateam – Die Lebensretter im OP genannt, die stilistische Anleihen bei ER mache. Die Los Angeles Times schreibt 2009, Emergency Room habe hin zu lebensnaher Authentizität von spezialisierten Schauplätzen eine kreative Bewegung in Gang gesetzt, die spätere Hits wie CSI – Den Tätern auf der Spur und The West Wing beeinflusst habe. Freddy Litten meint in einem Artikel des Deutschen Ärzteblatts 2009, dass einschlägige US-amerikanische Fernsehserien wie etwa ER Einfluss gehabt hätten auf die Entstehung mehrerer, auf Ärzte und Medizin zentrierter Mangaserien in Japan und damit des Genres Medizinmanga.
Im Kontext der neueren Medizindidaktik-Fachliteratur wurde ER auch als neue „geistige Heimat“ der postmodernen Medizin bezeichnet.